# Lucky Luke
Vous lisez un « article de qualité » labellisé en 2012.
Pour les articles homonymes, voir Lucky Luke (homonymie).
Lucky Luke (prononcé en français : /lyki lyk/ ; en anglais : /ˈlʌki luːk/) est une série de bande dessinée belge de western humoristique créée par le dessinateur belge Morris dans l'Almanach 1947, un hors-série du journal Spirou publié en 1946. À partir de la neuvième histoire, Morris est aidé par plusieurs scénaristes, dont le plus fameux est René Goscinny. Depuis la mort de Morris en 2001, le dessin est assuré par Achdé.
La série met en scène Lucky Luke, un cow-boy solitaire du Far West, connu pour être « L'homme qui tire plus vite que son ombre », accompagné par son cheval Jolly Jumper. Lors de ses aventures, il doit rétablir la justice dans le Far West en pourchassant des bandits dont les plus connus sont les frères Dalton. La série est truffée d'authentiques allusions à l'histoire du far west et d'éléments humoristiques parodiant les œuvres de western.
En 2021, la série comptait déjà 80 albums, parus tout d'abord aux éditions Dupuis, puis Dargaud et enfin Lucky Comics. Chaque histoire a aussi été pré-publiée dans un journal : entre 1946 et 1967 dans Spirou, entre 1967 et 1973 dans le journal Pilote, entre 1974 et 1975 dans Lucky Luke, de 1975 à 1976 dans l'édition française de Tintin, puis dans Spirou et Pif Gadget, et aussi dans des magazines comme Paris Match ou VSD.
Il s'agit d'une des bandes dessinées les plus connues et les plus vendues en Europe. Traduits dans de nombreuses langues, les albums de ses aventures se sont écoulés à plus de 300 millions d’exemplaires dans le monde. La série a aussi été adaptée sur de nombreux supports, en longs-métrages d'animation et séries animées pour la télévision, en films, jeux vidéo, jouets et jeux de société. Le terme « Lucky Luke » est depuis devenu dans les sociétés française et belge synonyme de rapidité.

## Synopsis
La série met en scène le personnage de Lucky Luke, connu pour être « L'homme qui tire plus vite que son ombre ». Accompagné de son cheval Jolly Jumper, il fait régner la loi dans l'Ouest américain et affronte des bandits historiques ou inventés, dont les plus connus sont les frères Dalton.

## Historique

### Premières années

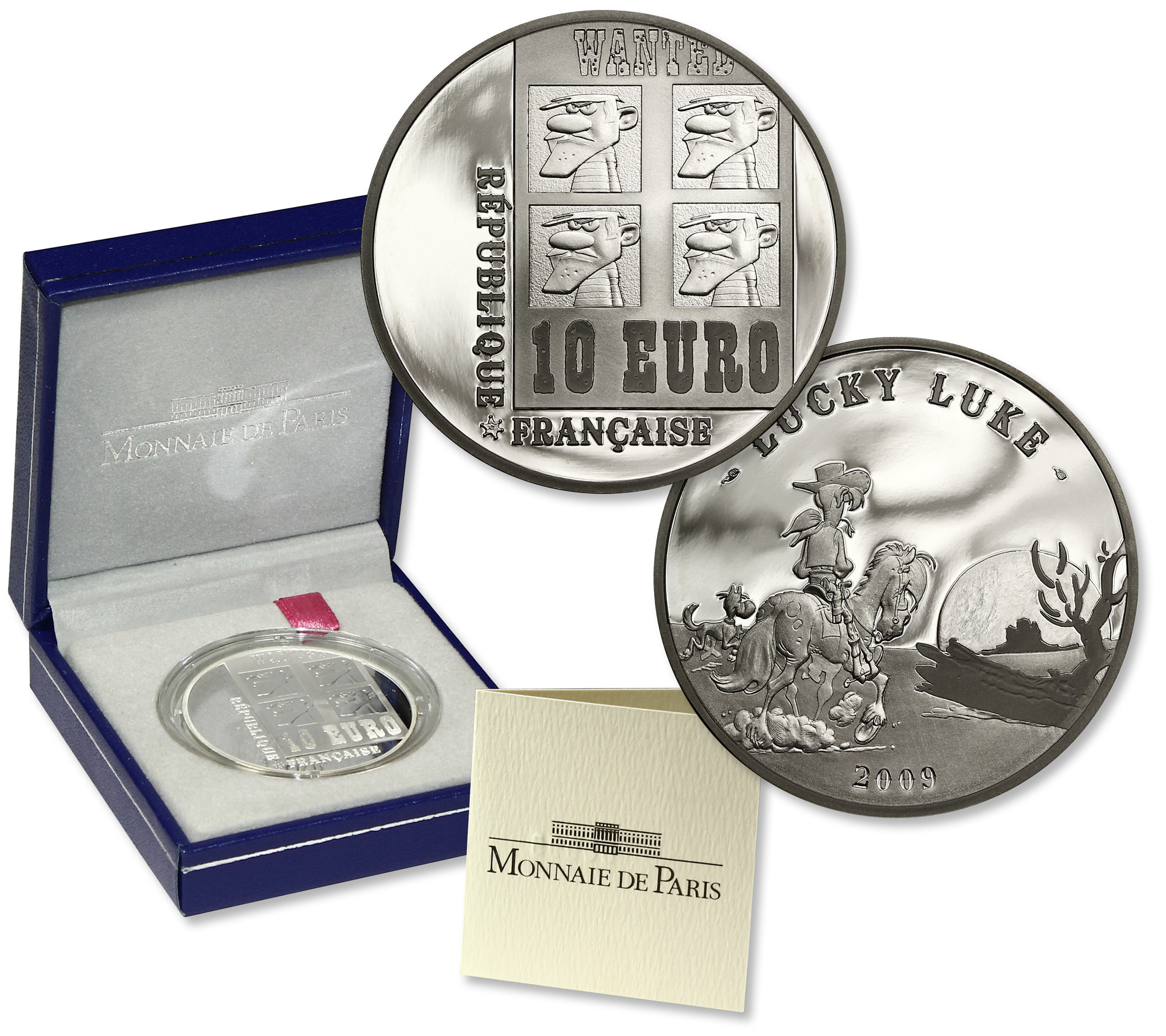
10 euro Belle Épreuve Lucky Luke.

Lucky Luke est publié pour la première fois en 1946 dans l'Almanach 47 du journal Spirou, avec l'histoire Arizona 1880. Le graphisme de la série est alors inspiré de celui des dessins animés de cette époque, avec des traits ronds pour les personnages. Le scénario est simplement constitué d'une série de rebondissements faciles et de gags graphiques.
Si Morris choisit le journal Spirou plutôt que Tintin pour publier ses bandes dessinées, c'est parce qu'il trouve Spirou plus ouvert et plus fantaisiste que son concurrent très marqué par le style d'Hergé. En outre, il travaille déjà pour le studio de dessins animés des éditions Dupuis et a dessiné quelques cartoons pour le journal Le Moustique, alors propriété de Dupuis. Sur un conseil de son éditeur, il part habiter chez Jijé, le seul auteur belge de l'époque faisant sérieusement de la bande dessinée, selon les propos de Morris. Il y retrouve André Franquin, qui vient de reprendre la série Spirou et Fantasio, et un peu plus tard Will, qui reprend Tif et Tondu. Au contact de Jijé, il apprend beaucoup de techniques de la bande dessinée, notamment le dessin d'un croquis d'après nature, grâce à plusieurs séances par semaine sur modèle vivant.
En 1948, Morris, Franquin et la famille de Jijé décident de partir s’installer aux États-Unis. Pour Jijé, ce départ est avant tout politique, car il craint une troisième guerre mondiale qui transformerait l'Europe en zone occupée par les troupes de Staline ou dévastée par les bombes atomiques.
Pour Morris, ce voyage est plutôt motivé par l'envie de découvrir les décors et les méthodes de travail des auteurs des États-Unis, qu'il considère comme le pays de la bande dessinée. En juin 1949, après plusieurs mois passés au Mexique, ses compagnons de voyage rentrent en Europe. Morris reste aux États-Unis, d'où il continue à envoyer régulièrement des planches au journal Spirou. En 1949 sort La Mine d'or de Dick Digger (pré-publiée dans Spirou en 1947), premier album de la série et réalisée sur un scénario de son frère, Louis De Bevere. Il travaille aussi pour divers magazines de bande dessinée américains et illustre des livres pour enfants. Durant son séjour qui dure six ans, il fait la connaissance de Harvey Kurtzman, alors rédacteur en chef du magazine de bande dessinée Mad. Ces contacts avec les auteurs de bande dessinée américains auront un impact important sur son travail. C'est d'ailleurs sous l'influence des collaborateurs de Mad qu'il fait de Lucky Luke une véritable parodie. C'est aussi pendant son séjour aux États-Unis que Morris donne naissance aux Dalton, s'inspirant des véritables frères Dalton sur lesquels il se documente à la bibliothèque de New York.
Les communications avec l'Europe étaient parfois difficiles, au point que pour économiser des timbres sur ses courriers Morris dessine pendant quelque temps ses planches recto-verso. De ce fait, une planche n'est pas parue, ni dans le journal ni en album, les photograveurs des éditions Dupuis ne s'étant pas aperçus que le verso avait aussi été utilisé.
Louis De Bevere réalisera également le scénario de L'Élixir du Docteur Doxey, d'Alerte aux Pieds-Bleus et de deux histoires courtes.
Ce voyage a "sans doute provoqué une certaine désillusion" chez l’auteur de Lucky Luke, faisant ensuite place à un "désenchantement" qui apparaît dès les débuts de la série, notamment dans « La Ruée vers l’or de Buffalo Creek », une courte histoire extraite du deuxième album, Rodéo (1949).

### Années Morris-Goscinny

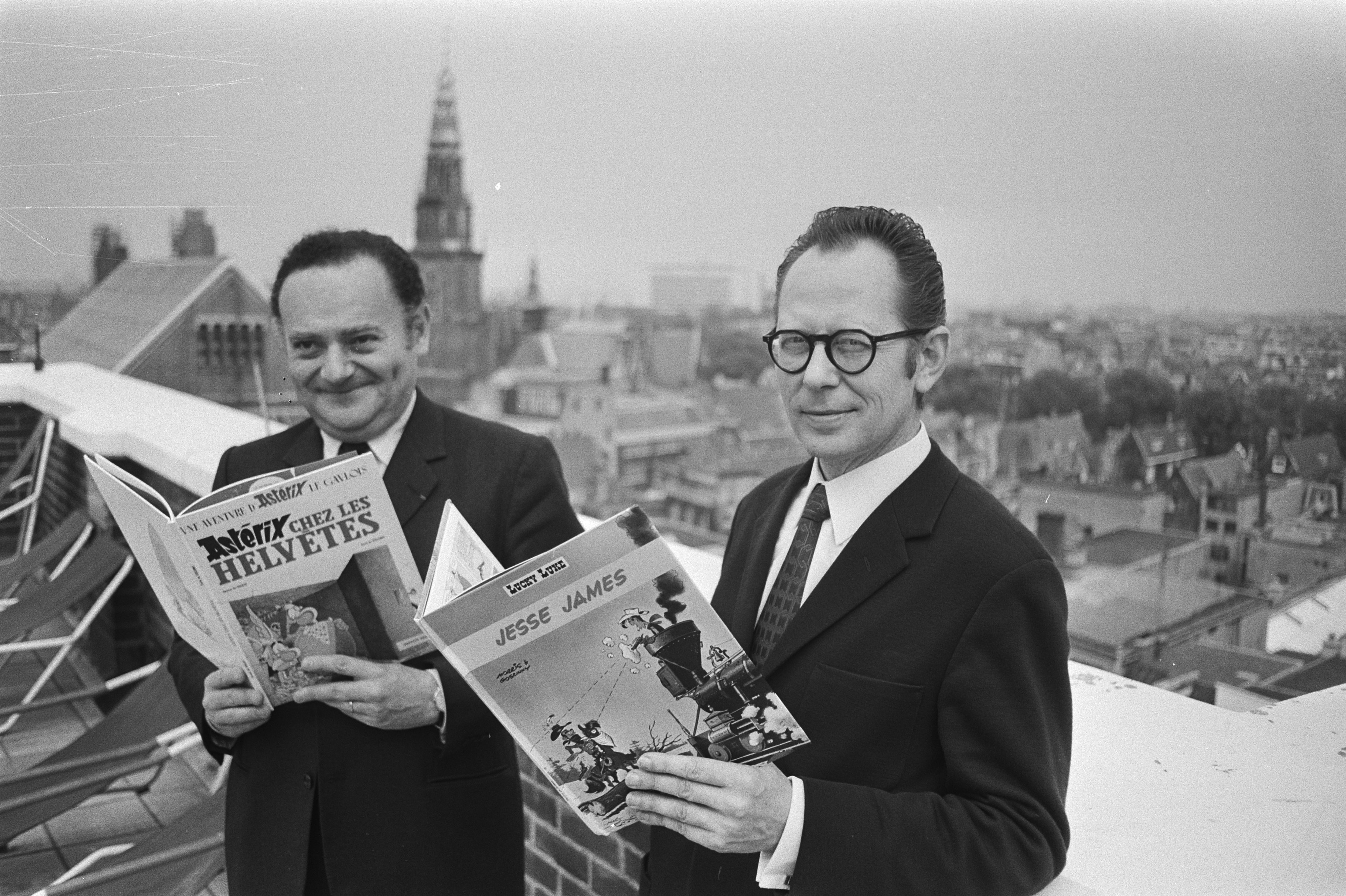
Morris (à droite) et René Goscinny en 1971

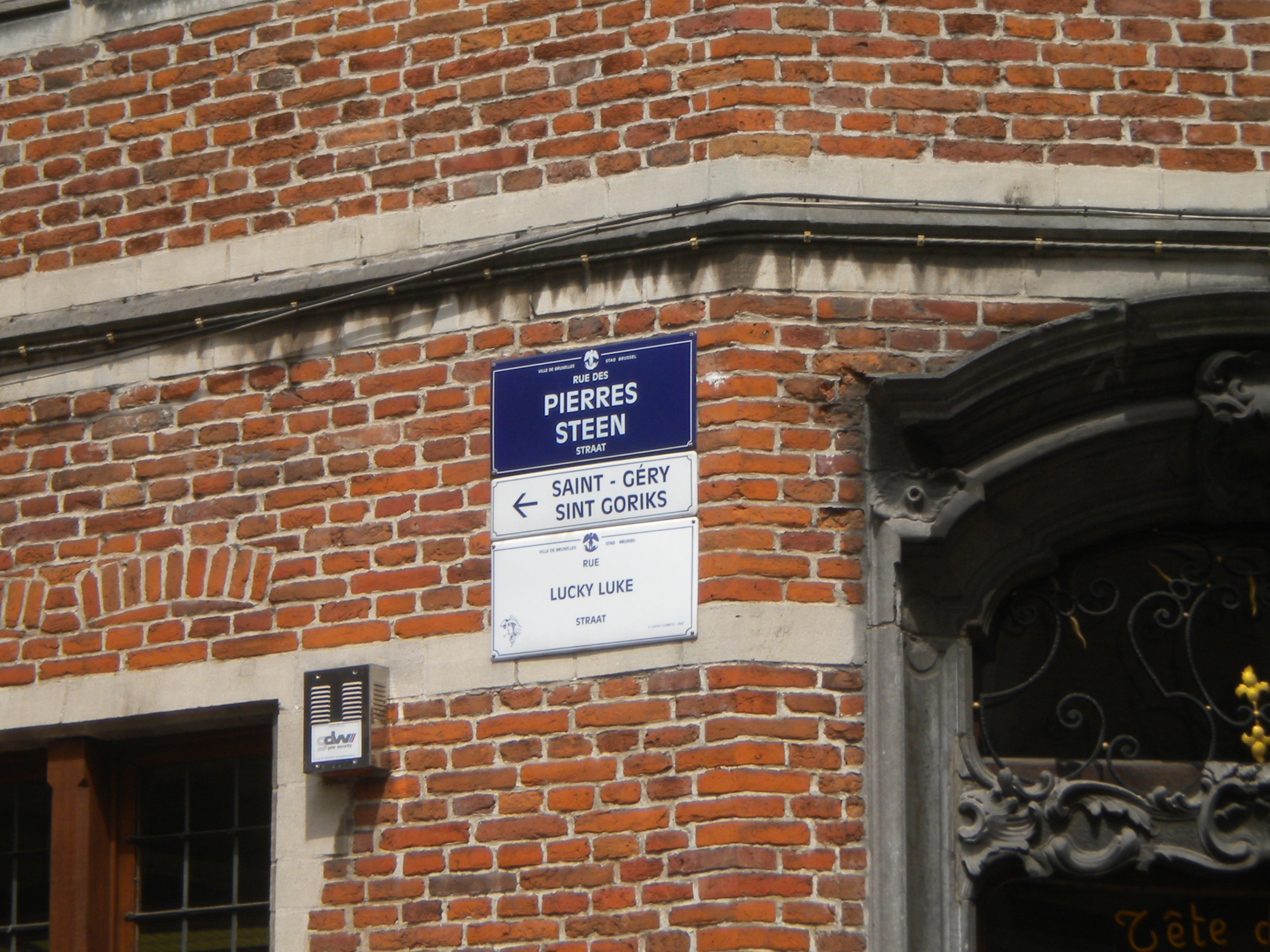
La rue Lucky Luke à Bruxelles.

Aux États-Unis, Morris fait grâce à Jijé une rencontre capitale, celle du scénariste français René Goscinny, qui travaille à la chaîne dans une entreprise de cartes postales fabriquées à la main. Trouvant remarquable le scénario écrit par René Goscinny pour un film d'animation dont Jijé avait le projet, il fait appel à lui pour écrire le scénario d'un Lucky Luke. Morris souhaite alors à la fois se concentrer uniquement sur l'aspect graphique et donner du sang neuf à la série. Avec Goscinny, les scénarios de la série commencent à avoir une véritable épaisseur. Il crée la routine de la chanson de fin et ajoute de nouveaux personnages secondaires comiques, pour faire pendant à Lucky Luke qu'il ne trouve pas suffisamment drôle.
En 1957, à la suite de nombreuses lettres réclamant le retour des frères Dalton, pendus après une attaque de banque dans l'histoire Hors-la-loi (ou tués par Lucky Luke selon une autre version du dénouement), de nouveaux personnages, cousins fictifs des véritables hors-la-loi, sont créés dans l'histoire, Les cousins Dalton. Ils sont prénommés Joe, William, Jack et Averell.
Cette option est préférée à l'idée de faire revenir d'outre-tombe les fameux bandits. Se différencier de leur véritable histoire permet au scénariste René Goscinny de mettre plus de fantaisie dans les personnages des Dalton. Deux ans plus tard, sur une idée de Morris d'introduire un nouveau personnage pour la série, Rantanplan, un chien stupide appartenant à un pénitencier, parodie de Rintintin, fait son apparition dans l'histoire Sur la piste des Dalton.
Morris, considérant que Dupuis fait du mauvais travail pour la diffusion sur le marché français, préfère alors se tourner vers un éditeur français ; à la fin des années 1960, Lucky Luke abandonne les pages du journal Spirou et les éditions Dupuis pour celles de Pilote et les éditions Dargaud. Avec ce changement d'éditeur, la popularité et les ventes d'albums de Lucky Luke s’accroissent considérablement. La série Lucky Luke fait sa dernière apparition dans le journal Spirou du no 1537 au no 1556, avec l'histoire Le Pied-Tendre. Contrairement à la rumeur, Morris n'a quitté Dupuis ni à la demande de René Goscinny, qui souhaite réunir ses séries dans Pilote, ni parce que Dupuis aurait refusé d'imprimer Lucky Luke sur des albums cartonnés.
La première histoire publiée dans Pilote est Dalton City, dans le no 441 du journal. Dans la foulée sort La Diligence, le premier album aux éditions Dargaud. C'est à cette occasion que René Goscinny invente la formule célèbre : « L'homme qui tire plus vite que son ombre », qu'il place en en-tête des albums. Le passage de Spirou à Pilote permet à René Goscinny d'aborder des sujets plus modernes et d'introduire des histoires d'amour (Dalton City), la victimisation des Amérindiens lors de la conquête de l'Ouest (Canyon Apache), l'ambiguïté des héros de l'Ouest qui ne sont motivés que par l'appât du gain (Chasseur de primes) ou encore la psychanalyse (La Guérison des Dalton).
La présence régulière de Lucky Luke dans le journal Pilote ne durera que cinq ans. Constatant que le journal a changé de visage et de public, Goscinny et Morris estiment que la série n'y a plus sa place. Lucky Luke fait donc sa dernière apparition en 1973 dans le no 736 de Pilote, avec la fin de l'histoire L'Héritage de Rantanplan. Dès lors, la série devient errante. Elle est présente parfois dans des journaux de bande dessinée comme Tintin, Spirou où elle fait son retour, et parfois dans Pif Gadget, mais aussi dans des journaux généralistes comme Le Nouvel Observateur et Paris Match. Entre-temps, le journal Lucky Luke est créé sur une idée des éditions Dargaud, qui pensaient que la série avait assez d'envergure pour être la vedette d'un périodique. Le journal, lancé en 1974 alors que les journaux de bande dessinée entrent dans une période de crise, ne paraît que l'espace d'une année et de 12 numéros.
En 1971, Lucky Luke devient un héros de dessin animé, avec le film Lucky Luke, diffusé dans les cinémas, renommé plus tard Daisy Town, du nom de la ville-champignon qui est au centre de l’histoire. Goscinny écrit le scénario et Morris le scénarimage.
Un second film, La Ballade des Dalton, sort en 1978, réalisé par les deux auteurs avec l'aide de Pierre Tchernia au sein des studios Idéfix, créés par René Goscinny, Albert Uderzo et Dargaud. Goscinny étant mort l'année précédente d'un arrêt cardiaque, il n'a pas pu assister au montage final du film.

### Après Goscinny

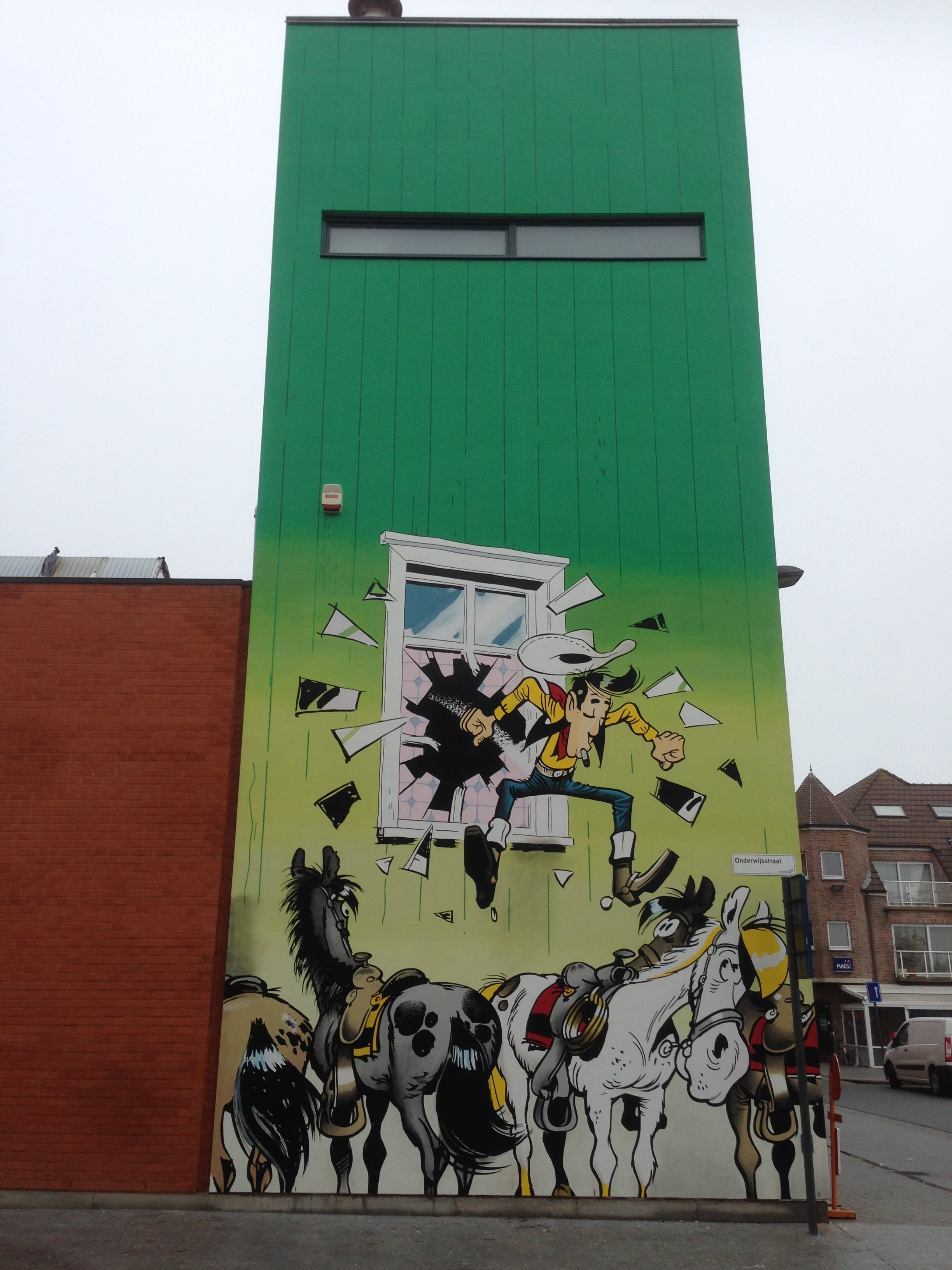
Lucky Luke sur un mur de Middelkerke. Fresque murale réalisée en octobre 2016 par Art Mural a.s.b.l.

Goscinny disparu, Morris fait alors appel à divers scénaristes, mais tous ont du mal à prendre la suite de René Goscinny. En parallèle, les studios Dargaud produisent des histoires courtes sur des scénarios de Bob de Groot, Greg et Vicq. Morris tient en revanche à dessiner entièrement les histoires longues destinées aux albums. Jean Léturgie et Xavier Fauche seront, pour Morris, les scénaristes qui vont le plus se rapprocher du style à plusieurs niveaux de René Goscinny : premier degré pour les enfants, et second degré pour les adultes. Mais la collaboration se termine mal. Les deux scénaristes attaquent Morris en justice, puis créent une série similaire intitulée Cotton Kid. En 1984, les studios américains Hanna-Barbera Productions produisent une série animée, mais la série ne rencontre pas de succès aux États-Unis, mais bien en Europe. En 1991, les studios français IDDH prennent la suite du dessin animé. Durant cette période, Morris cède les droits patrimoniaux de la série à la société Beechroyd, qui ensuite lui redistribue les sommes en fonction des ventes. En 1991, la série quitte les éditions Dargaud pour rejoindre les éditions Lucky Productions, une société qui ne gère que cette série, créée en Suisse par des amis de Morris et de sa femme. Deux ans plus tard, une nouvelle société appelée Lucky Licensing est fondée pour gérer les produits dérivés.
Devant le succès du personnage de Rantanplan, Morris crée une série dérivée où Lucky Luke n'apparaît pas. La série Rantanplan rencontre le succès, ce qui motive la création d'une autre série parallèle intitulée Kid Lucky, qui raconte la jeunesse de Lucky Luke. Les séries dérivées sont confiées à des assistants, sans pour autant qu'un studio soit créé par Morris. Au bout de deux albums, malgré de bons chiffres de vente, Kid Lucky est interrompu par Morris, qui estime que la série n'a pas le potentiel nécessaire pour continuer. Par la suite, les éditions Lucky Productions, qui éditent toutes ces séries, rejoignent les éditions Dargaud pour créfonder Lucky Comics. Celle-ci publie désormais les anciens albums Dargaud et Lucky Productions, ainsi que les nouveaux albums et ceux de la série Rantanplan.

### Après Morris

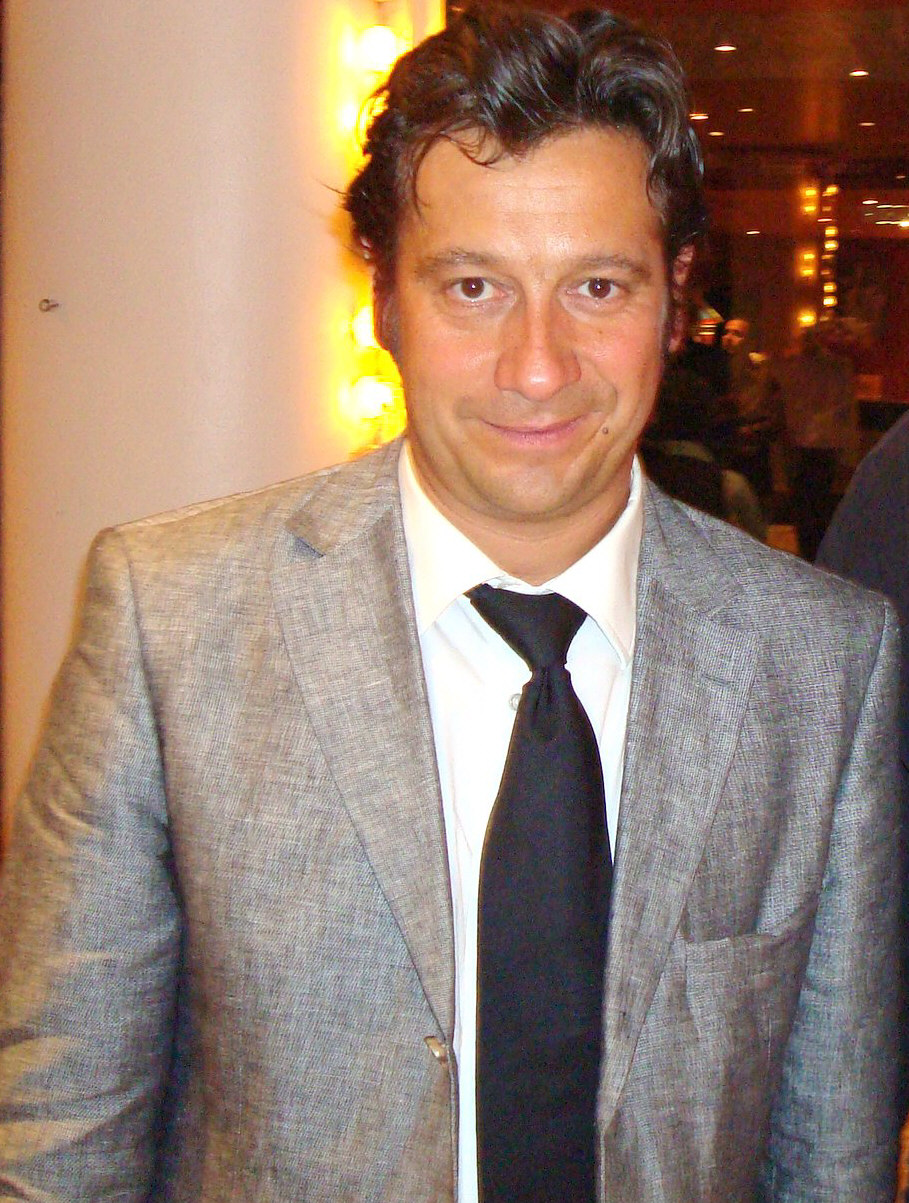
Laurent Gerra qui a scénarisé quatre albums de la série après la mort de Morris.

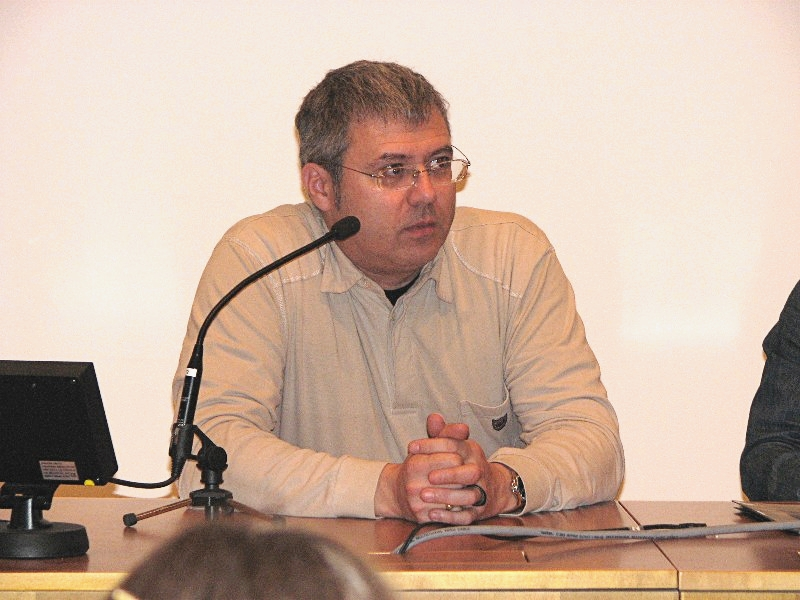
Achdé qui a repris le dessin de la série après la mort de Morris.

Après la mort de Morris en 2001, la série est reprise par Achdé pour le dessin et par Laurent Gerra pour le scénario. Elle porte le titre générique de Les aventures de Lucky Luke d'après Morris, avec une nouvelle numérotation, afin de marquer la différence entre les albums dessinés par Morris et ceux dessinés par Achdé. Morris avait découvert Achdé grâce à une planche dessinée par celui-ci dans un album hommage au créateur de Lucky Luke. Achdé fait un essai sur la série Rantanplan sous forme de strips et fait la connaissance de Philippe Ostermann, le directeur éditorial de Dargaud. Ce dernier lui propose de reprendre Lucky Luke un an après la mort de Morris. Achdé fait alors un essai sur un album en petit format à l'italienne intitulé Le cuisinier français. Le style graphique que s'impose Achdé est celui de la série qui va de l'histoire Calamity Jane à l'histoire Le Fil qui chante. Dans ses scénarios, Laurent Gerra met de côté son esprit méchant présent dans ses spectacles. Les albums de Gerra étant publiés une ou deux fois tous les deux ans, il est annoncé en 2009 qu'une seconde équipe de scénaristes a été mise sur pied afin de favoriser des sorties d'albums plus rapprochées. Ainsi, Tonino Benacquista et Daniel Pennac, toujours avec Achdé au dessin, sont embauchés pour écrire de nouveaux albums, en alternance avec Laurent Gerra.
Fin 2011, les éditions Lucky Comics décident de reprendre la série Kid Lucky dans le même esprit que Les aventures de Lucky Luke, sous le nom des Aventures de Kid Lucky d'après Morris. Achdé reste au dessin et écrit lui-même le scénario pour les deux premiers albums, L'apprenti cowboy et Lasso périlleux.
En septembre 2015, le créateur et auteur de la série Silex and the City, le Français Jul, est annoncé comme le nouveau scénariste de la série, pour un premier album prévu pour novembre 2016. Achdé continue à assurer le dessin.
En 2016, pour les 70 ans du personnage, deux albums-hommages sont annoncés. Matthieu Bonhomme dessine ainsi L'Homme qui tua Lucky Luke, recueillant un très bon accueil critique et public. Guillaume Bouzard publie à son tour en 2017 son album hommage, Jolly Jumper ne répond plus,,,. Comme beaucoup de commentateurs dans la presse, Frédéric Potet dans Le Monde des Livres salue son travail : « Cela faisait longtemps que l’on ne s’était pas autant esclaffé en lisant un Lucky Luke. »
Après l'album La Terre promise en 2016, sur l'escorte d'une famille de juifs d'Europe de l'Est à travers le Far-West, et l'album Un cow-boy à Paris en 2018 sur la protection de la future Statue de la liberté en France pour le premier voyage hors-amérique de Lucky Luke, Jul et son dessinateur Achdé décident de parler en 2020 de la ségrégation raciale dans un album intitulé Un cow-boy dans le coton, en 2022 de la maltraitance animale, des mouvements animalistes et de leurs dérives dans L'Arche de Rantanplan, et en 2024, avec l'immigration allemande en toile de fond, des tensions entre syndicalistes marxistes et barons industriels de la bière dans Un cow-boy sous pression.

## Analyse

### Graphisme

#### Débuts de la série
À la création de la série, et ce pour les quatre premiers albums de Lucky Luke, Morris reconnaît avoir été fortement influencé par le dessin animé. En effet, les premières planches présentent les caractéristiques du genre, tel qu'il était à l'époque, à savoir un trait rond, des personnages simplifiés, des têtes disproportionnées ou encore des mains à quatre doigts. Cela s'explique par le fait que l'auteur a commencé sa carrière dans un petit studio belge d'animation. Sa fermeture l'a par ailleurs poussé à se lancer dans la bande dessinée, à un moment où il estimait que le dessin animé et la bande dessinée se rapprochaient l'un de l'autre. Toutefois, après les quatre premiers albums, il se rend compte des différences qui existent entre les deux procédés et modifie son graphisme.

#### Cadrage

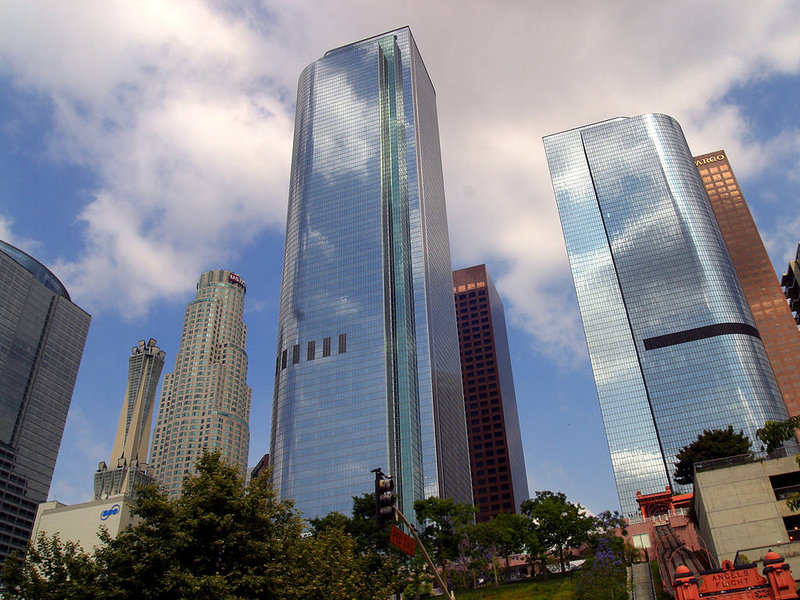
Exemple de contre-plongée.

La série contient un nombre considérable de plongées et contre-plongées, avec souvent de grandes images qui occupent, sous cet angle de vue, les deux tiers d'une demi-planche. Ceci permet de faire un plan d'ensemble d'une scène, par exemple un camp de chercheur d'or, ou l'intérieur d'un saloon, ou encore la rue principale d'une ville, tout en glissant plusieurs éléments humoristiques dans l'image. Morris utilise de différentes manières ce procédé cinématographique qu'est la plongée. La plongée stabilisée, comme dans l'histoire Les Dalton courent toujours, permet de suivre les Dalton sous terre à mesure qu'ils creusent pour trouver la banque déplacée sans arrêt par Lucky Luke. La plongée dynamique en avant, comme dans l'histoire Canyon Apache, entraîne le lecteur avec la cavalerie américaine, fonçant tête la première dans le piège tendu par les Apaches. L'envolée arrière est présente par exemple dans l'histoire Des barbelés sur la prairie, qui se moque de l'optimisme du fermier d'être « enfin libre » après avoir entouré sa propriété de fils de fer barbelés.
Morris se sert aussi de la plongée pour représenter des cercles, comme le cercle à dynamique rayonnante de l'histoire Les Dalton se rachètent, qui montre un Joe Dalton furieux bondissant dans les quatre coins du saloon. Le cercle dynamique centripète est utilisé dans L'Escorte, quand les Amérindiens attaquent une diligence déjà sous le feu des bandits voulant délivrer Billy the Kid. Le cercle dynamique centrifuge apparaît dans Lucky Luke contre Pat Poker, avec la fuite devant la mouffette. Le cercle dynamique rotatif est présent dans Le Juge, où Lucky Luke est attaché à un arbre et doit courir pour éviter l'ours de Roy Bean. Le cercle dynamique rotatif simple ou concentrique est repris dans plusieurs albums de la série, avec les Amérindiens qui tournent autour d'un chariot.
La plongée verticale est un angle de vue plus rarement utilisé dans la série, mais dont la particularité permet à elle seule de faire un gag. On la trouve dans la tournée générale de Lucky Luke contre Joss Jamon, la partie de bras de fer de Calamity Jane, l'effondrement de Joe Dalton dans Sur la piste des Dalton, la roulette dans Dalton City, la séance de psychanalyse avec les Dalton dans La Guérison des Dalton, la partie de poker dans Les Cousins Dalton qui montre la tricherie des Dalton. Cette dernière utilisation permet de montrer qu'il y a quand même une explication au gag. Dans cet exemple, les Dalton montrent chacun en même temps un carré d'as.

#### Couleurs
Lucky Luke est une série de bandes dessinées caricaturale. De ce fait, tout l'environnement est exagéré, aussi bien au niveau des attitudes que du physique des personnages, comme l'utilisation de gros nez. Morris caricature aussi les couleurs. Au lieu de colorer le ciel en bleu, les couleurs sont fantaisistes. Un personnage peut ne pas être de couleur chair avec des habits colorés, mais d'une couleur unie des pieds à la tête. Ainsi, dans une scène d'incendie, la planche est colorée pratiquement entièrement en rouge vif. L'ensemble donne aux couleurs un aspect humoristique, voire pop art. Pour Morris, ces coloriages donnent un aspect cinéma à la série. Cela pose des problèmes à l'imprimerie, où les couleurs sont appliquées par des chromistes qui ne respectent pas toujours les couleurs indiquées par Morris sur les calques posés sur les planches.
Dans Un cow-boy à Paris, Achdé et Jul suggèrent que les couleurs noire, jaune et rouge respectivement du gilet, de la chemise et du foulard de Lucky Luke seraient une référence directe aux couleurs du drapeau belge lorsque le personnage de Clara, présidente d'honneur de l'association pour l'amitié franco-américaine, demande à Luke si ses vêtements sont le signe d'origines belges. Plusieurs autres personnages secondaires parisiens prennent à leur tour Luke pour un Belge dans le reste de l'album.

#### Décors
Les décors de la série sont très épurés. Pour Morris, la lisibilité d'une image est très importante pour que le lecteur comprenne du premier coup d'œil ce qui s'y passe. Une charge de cavalerie est représentée par trois ou quatre soldats plus des ombres chinoises, un décor du Grand Nord par de la neige et quelques silhouettes de sapins. Morris va même jusqu'à supprimer le décor quand il n'est pas essentiel à l'action. Il représentant seulement le décor dans la première case de l'action et en l'omettant dans les cases suivantes. Cette technique permet de rendre plus simple l'action des personnages.

### Faits historiques

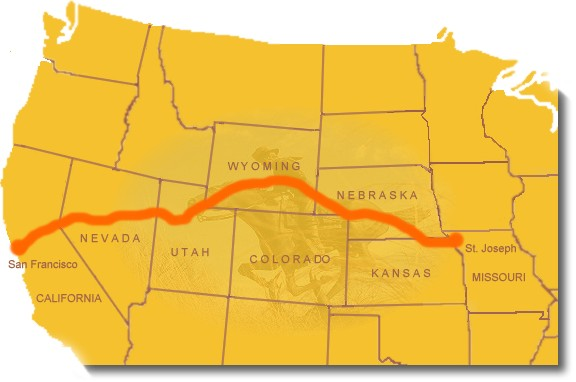
Trajet du Pony Express, l'un des événements historiques auxquels Lucky Luke prend part.

La série se déroule sur une période de 40 ans, de 1861 (juste avant la guerre de Sécession qui débute en avril) à la fin du XIXe siècle. La majorité des histoires se déroule vers les années 1880. Les frères Dalton sont les premiers personnages historiques à apparaître dans l'histoire Hors-la-loi (1951). Suivront de grandes figures du Far-West, comme le juge Roy Bean dans Le Juge, les frères Earp et en particulier Wyatt Earp dans O.K. Corral, Soapy Smith dans Le Klondike, ou encore Jesse James, Billy the Kid et Calamity Jane, qui apparaîtront comme personnages principaux de plusieurs épisodes de la série.
De nombreux événements historiques sont reproduits. La ruée vers l'or et l'arrivée de nouveaux colons sur des terres indiennes sont les sujets de nombreux albums. Le conflit légendaire entre les familles Hatfield et McCoy est tourné en dérision dans Les Rivaux de Painful Gulch. L'arrivée de la machine à sous dans Le Bandit manchot, la construction de la ligne de chemin de fer Est-Ouest dans "Des rails sur la prairie", le Pony Express et l'arrivée du télégraphe dans Le Fil qui chante sont autant de sujets historiques traités dans Lucky Luke.

### Humour

#### Caricature des westerns

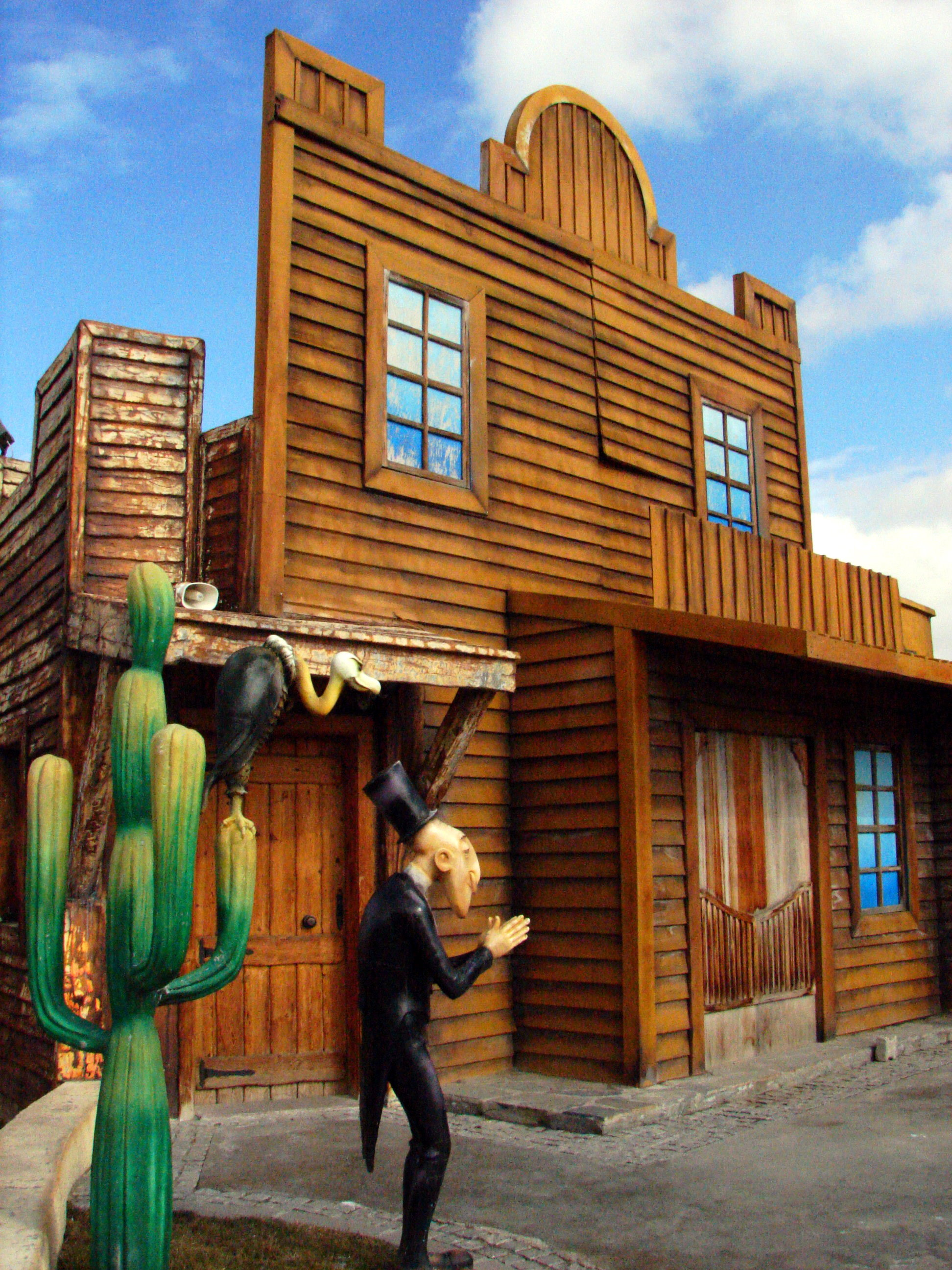
Représentation du croque-mort et de son vautour au parc Harikalar Diyarı à Ankara.

La série parodie souvent l'univers de John Ford. Ainsi, La Diligence est une transposition de La Chevauchée fantastique, et Le 20e de cavalerie une version humoristique du film Le Massacre de Fort Apache. Morris et Goscinny pastichent également Cecil B. DeMille dans Des rails sur la prairie (Pacific Express), Leo McCarey dans Le Pied-Tendre (L'Extravagant Mr Ruggles) et l'univers de Sergio Leone dans Chasseur de primes. La série représente un univers de western qui insiste moins sur le côté réaliste (caractéristique de Jerry Spring, autre série du journal Spirou créée en 1954 par Jijé), que sur le côté humoristique : elle est tout de même réaliste car la grande majorité des histoires est fondée sur des faits réels et des personnages ayant existé, mais aussi humoristique car la série est traitée avec humour et ne se prend pas trop au sérieux. Il faut noter que dans les débuts de la série, l'univers est entièrement humoristique et c'est un Far West totalement inventé par Morris qui est représenté. Le changement interviendra très vite après le voyage de Morris aux États-Unis. Ainsi le héros, Lucky Luke, présenté comme un cow-boy, est montré à plusieurs reprises en train de garder les vaches dans les grands espaces américains, les stéréotypes du cow-boy sont caricaturés quand il est aussi présenté comme un défenseur sans faille de la veuve et de l'orphelin qui tire plus vite que son ombre et peut boire au saloon aussi bien du whisky que du Coca-Cola. Pour son personnage, Morris s'inspire initialement de plusieurs acteurs de western américains, Tom Mix, William S. Hart et surtout Gary Cooper pour son côté élancé, un peu dégingandé. Dans l'image finale de chaque épisode il y a même un rappel des cow-boys chantants (en), tels Roy Rogers ou Gene Autry. Son cheval, Jolly Jumper, présenté comme le plus rapide de l'Ouest, est indépendant. Il est capable aussi bien de faire le café que de jouer aux échecs avec son cow-boy. Il accourt chaque fois que Lucky Luke a besoin de lui. Les saloons sont emblématiques de la série, c'est dans cet endroit que l'ambiance western est la plus visible. Remplis de joueurs de poker, danseuses (depuis Dalton City puisqu'elles étaient censurées auparavant), pianistes plus ou moins doués et un barman qui cache une arme de dissuasion sous son comptoir et craint pour son miroir à chaque bagarre. Pratiquement chaque saloon de la série voit passer une bagarre qui le démolit. Le croque-mort est caricaturé comme un homme sans scrupule qui souhaite la mort de son prochain pour faire de l'argent, il est souvent représenté en vieil homme chauve vert pâle vêtu de noir et accompagné d'un vautour.
Les faits historiques sont aussi traités avec humour et caricaturés. L'arrivée à l'Ouest des colons, du train et du télégraphe sont traités de la même manière que les grands événements que sont la ruée vers l'or ou l'exploitation du pétrole. La série tourne en dérision la cupidité de ces pionniers prêts à prendre tous les risques et à tout quitter sur la simple rumeur qu'on pouvait faire fortune ainsi que les villes champignons qui poussent en une nuit et meurent presque aussi vite, ainsi que la violence du Far West, où les bagarres, fusillades, attaques de bandits ou d'Indiens sont vus comme des événements banals et les pendaisons comme un divertissement. La figure de Lucky Luke est aussi traitée avec humour lors de ces événements ; quoi qu'il arrive il n'y participe jamais pour s'enrichir, mais simplement pour protéger les plus faibles ou rétablir la justice. Renversant les clichés des œuvres de western, la cavalerie est montrée comme stupide, incompétente, voire dangereuse pour la paix, alors que les Amérindiens, bien que n'échappant pas à la caricature (usant notamment d'un langage très stéréotypé) ne sont pas montrés comme des sauvages, mais comme des victimes, de la trahison d'un des leurs, de la civilisation ou même de l'alcool. Les bandits présents dans Lucky Luke ont pour la plupart véritablement existé (hormis dans les premières histoires, jusqu'à Hors-la-loi). Ils sont montrés comme des parodies de leur propre légende. Billy the Kid reçoit des fessées comme un enfant pour ses méfaits, Jesse James est caricaturé comme un Robin des Bois de l'Ouest dénué de scrupules, qui vole non seulement les riches, mais tout le monde, pour son propre profit puisqu'il se désigne lui-même comme étant « un pauvre ». Le juge Roy Bean est montré comme un personnage folklorique. Le folklore de l'Ouest est souvent dépeint dans les différentes histoires, de la caricature des charlatans qui vendent des boissons miracles, au cirque qui parcourt l'Ouest en passant par les chasseurs de bisons ou de primes, les villes entièrement contrôlées par les bandits et même les problèmes d'intégration des étrangers arrivés dans le pays.

#### La patte de René Goscinny
Créée par Morris, la série va évoluer avec l'arrivée de René Goscinny au scénario à partir de l'album no 9 Des rails sur la prairie de la première série jusqu'à l'album no 14 Le Fil qui chante de la seconde série (sauf l'album no 10 de la première). Avant Goscinny, la série consistait en une série de gags graphiques. Il va d'abord créer plusieurs éléments propres à la série, comme le slogan de « l'homme qui tire plus vite que son ombre », la chanson de fin sur fond de soleil couchant, les commentaires de Jolly Jumper et créer de nouveaux personnages pour donner une nouvelle dimension graphique à la série. Les plus marquants sont les frères Dalton, qui sont les cousins des véritables Dalton que Morris avait déjà mis en scène auparavant, mais qu'il avait fait mourir à la fin de l'histoire. Goscinny, réalisant la magnifique invention graphique que sont ces quatre personnages, décide de les faire revenir en leur donnant en plus la bêtise comme principal défaut. Quelques années plus tard, dans l'histoire Sur la piste des Dalton, il crée, en compagnie de Morris, le chien Rantanplan, caricature idiote du chien Rintintin, dans la lignée des personnages imbéciles qu'aime mettre en scène Goscinny, selon lui beaucoup plus sources de gag qu'un héros comme Lucky Luke. Morris, qui déteste les calembours, va demander à Goscinny de ne pas en placer, bien que ce dernier s'amuse à en glisser un dans chaque histoire pour faire tourner Morris en bourrique. Malgré un grand respect entre les deux hommes, Morris aura par moments du mal à comprendre l'humour de Goscinny, notamment sur les anachronismes volontairement placés et les références culturelles.

### Censure

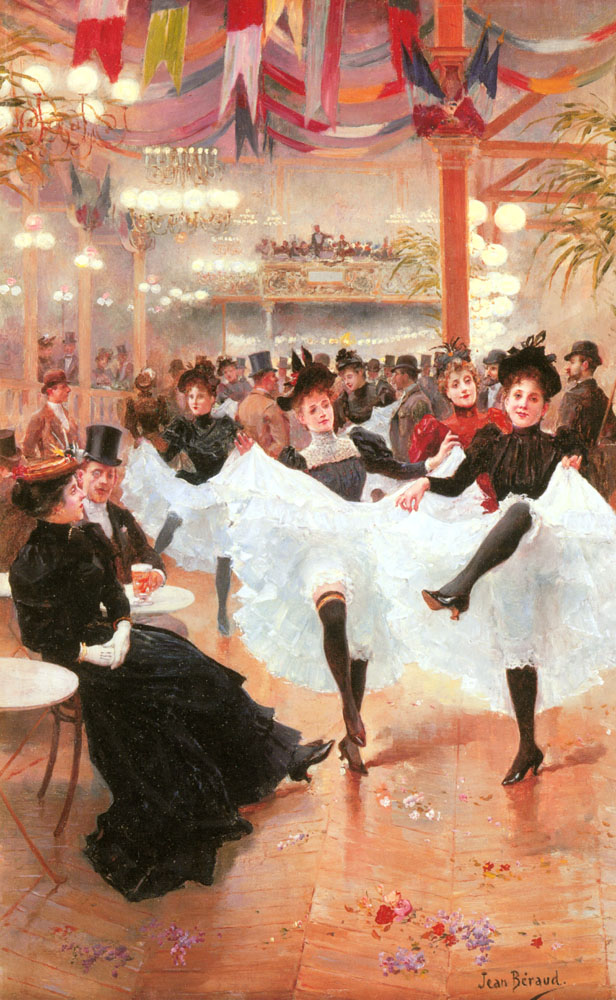
Les danseuses de cancan sont un exemple d'autocensure dans la série. Morris ne va les dessiner qu'à partir des années 1970.

La série fut plusieurs fois censurée, en particulier en France, très tôt, peu après la Seconde guerre mondiale, en 1949. C'est l'époque où une loi française sur les publications jeunesse est votée par le parlement français pour limiter l’invasion des BD américaines. Ces BD venues du Nouveau Monde sont alors soupçonnées d’encourager la délinquance juvénile, et la nouvelle loi exige qu'elles soient morales.
La censure se manifeste à nouveau à partir de 1955 en Belgique où le gouvernement accuse la bande dessinée de pervertir la jeunesse. Ainsi la fin de la douzième histoire Hors-la-loi a été changée, car jugée trop sanglante. Dans la fin classique de l'histoire, Bob Dalton est arrêté par Lucky Luke, puis on découvre après qu'il est mort, mais il n'est pas dit que c'est Lucky Luke qui l'a abattu. La fin de l'histoire présente dans la réédition de la collection « Gag de poche » de 1964 est complètement différente puisqu'on voit Bob Dalton mourir après qu'une balle — que l'on suppose tirée par Lucky Luke — lui a traversé la tête. Cette fin explique mieux la haine, dans l'histoire Les Cousins Dalton, des frères Dalton, cousins des Dalton de l'histoire Hors-la-loi, envers Lucky Luke. C'est la fin censurée qui sera publiée dans le journal Spirou en 1952. L'histoire Billy the Kid fut elle aussi censurée. Une planche où l'on voyait Billy the Kid alors bébé sucer un révolver, fut censurée par le comité français au nom de la moralité et du bon goût. Il faudra attendre 1981 pour que le dessin original soit rétabli dans l'album.
Lors de l'adaptation de la série en dessin animé par les studios américains Hanna-Barbera Productions, certaines caractéristiques de la série vont être supprimées, à commencer par la cigarette remplacée en 1983.
Le héros cesse ainsi de fumer la cigarette, qu'il  remplace par un brin de paille, car  la société d’animation, qui produit Tom et Jerry et Scoubidou, propose une version pour la télé américaine, et il faut tenir compte de l'influence des associations anti-tabac dans ce pays et d'autres lobbies américains.
Cinq ans après, en 1988, l’OMS salue cette initiative à l’occasion de la journée mondiale sans tabac.
Dans le même registre les stéréotypes envers les Mexicains qui font la sieste à longueur de temps, les Chinois systématiquement blanchisseurs ou restaurateurs et les Amérindiens qui parlent petit nègre vont disparaitre de la série.
Parfois, par peur de la censure, les éditeurs s'autocensurent, d'autant plus que le journal Spirou dispose d'un « conseiller » religieux, en la personne du jésuite Philippe Sonnet. Ainsi le dessinateur Morris, dut recommencer quatre ou cinq fois la couverture de l'album Les Rivaux de Painful Gulch, les éditeurs trouvant les différentes couvertures beaucoup trop violentes (les deux protagonistes de l'histoire se tiraient dessus ou de l'alcool était visible au premier plan). Les auteurs aussi s'autocensurent : les danseuses de cancan n'apparaissent qu'au début des années 1970 ; lors des scènes de pendaison la corde est cachée ; les tableaux des saloons avec des femmes légèrement vêtues sont remplacés par des caches noirs.
Cette censure, constituant selon Francis Lacassin une « négation même du western », pesait assez lourdement sur Morris, qui en mars 1966 a dessiné pour le journal étudiant belge Le Point une planche où Lucky Luke boit du whisky à gogo, tue ceux qui l'ennuient, et passe une nuit torride avec une danseuse de cancan, ce qui suscite la colère de Jolly Jumper : « Il sent encore l'alcool et le parfum ! C'est comme ça tous les jours quand on ne travaille pas chez Dupuis ! À quoi ça sert de gagner de l'argent si c'est pour le dépenser comme ça ! » Cette planche a été reproduite à plus grande échelle en août 1966 dans Giff-Wiff.
Quand Morris quitte Dargaud pour Lucky Productions en 1990, il en profite pour refaire le dessin du quatrième de couverture des albums. Lucky Luke qui jusque-là tirait avec un revolver dans l'estomac de son ombre, désormais tire avec deux armes en plein cœur de son ombre, la fumée sortie des revolvers est aussi gonflée pour rendre l'image plus impressionnante. En revanche, la cigarette disparaît, remplacée une fois de plus par un brin d'herbe.

### Caractéristiques

#### Figures récurrentes de l'Ouest

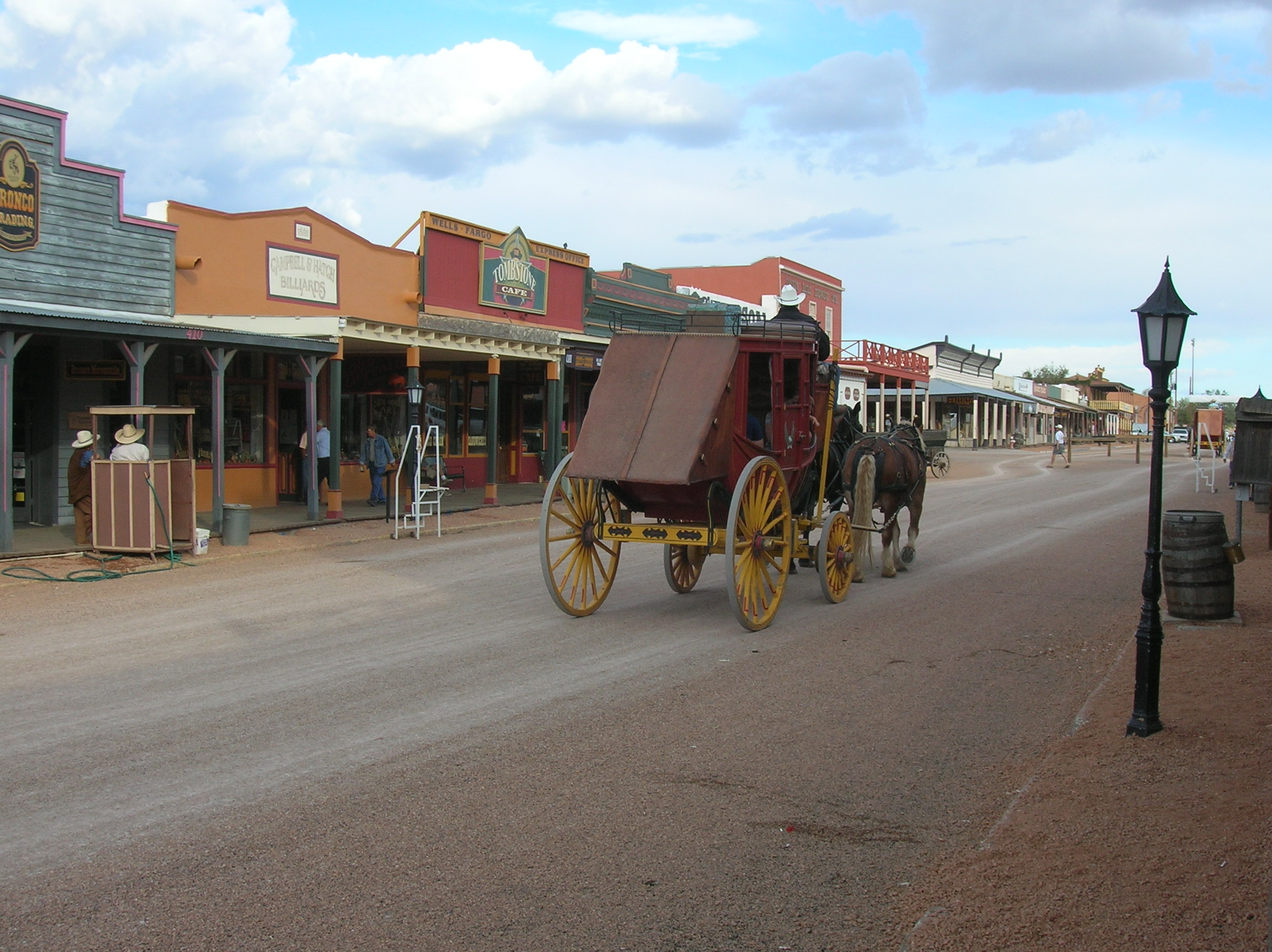
La ville de Tombstone dans l'Arizona.

Une des figures de l'Ouest qu'on retrouve le plus dans Lucky Luke est le shérif. Personnage discret, voire peu malin ou tout aussi pleutre que les citoyens qu'ils sont censés protéger, afin de ne pas faire d'ombre au héros, il porte toujours la barbe ou la moustache et se trouve être soit très gros, soit très maigre. Chargé de faire respecter la loi, il est souvent débordé, ce qui permet l'entrée en scène de Lucky Luke.
Au saloon se rencontrent d'autres personnages récurrents. Le joueur de poker, habillé élégamment et affublé d'un chapeau, a le regard fourbe du tricheur ; il fréquente les tables de jeux et se retrouve fréquemment couvert de goudron et de plumes porté sur un rail par les habitants du village. Le plus célèbre d'entre eux dans la série est sans aucun doute Pat Poker. Le barman est pourvu d'un gros ventre et d'une belle moustache ; son activité principale est de servir les verres et de protéger le grand miroir derrière son comptoir lors des bagarres. La danseuse de cancan est présente dans les saloons de la série depuis la libération des mœurs, sous les traits d'une jolie fille ; son autre activité, qui est la prostitution, jamais avouée, saute tout de suite aux yeux des lecteurs plus âgés. Le pianiste, toujours inébranlable malgré les bagarres et les fusillades qui l'entourent, est une dernière figure récurrente du saloon.
En dehors du saloon, se trouvent des personnes telles que le croque-mort, vêtu de noir, présent dès qu'un homme s'effondre, et qui parcourt de sa sombre allure les rues des villages à bord de son corbillard tiré par un cheval noir squelettique, souvent complice des bandits par intérêt commercial et se lamentant en cas de baisse ou absence de criminalité. Le grand-père sur son fauteuil roulant, qu'il manie habilement, et bien souvent armé d'un vieux fusil. Le blanchisseur toujours de petite taille et d'origine chinoise, est discret, modeste et parle un langage incompréhensible composé de figures de styles stéréotypées. Le banquier et sa montre à gousset, les dames de la haute bourgeoisie armées de leur ombrelle, l'agent du télégraphe toujours distrait, les vautours sans cesse aux aguets apparaissent également de manière récurrente.

#### Chanson de fin
Une constante à la fin d'une histoire est le départ du héros sur son cheval, face au soleil couchant et chantant : 
« I'm a poor lonesome cow-boy and a long long way from home. »
(Je suis un pauvre cow-boy solitaire et bien loin de ma maison.)
C'est dans l'histoire Lucky Luke contre Cigarette Cæsar présente dans l'album no 3 Arizona qu'il interprète pour la première fois sa chanson, (en suivant l'ordre de la parution des histoires dans Spirou) mais c'est à partir de l'histoire Des rails sur la prairie dans le neuvième album qu'elle revient à chaque fin d'aventure. Dans les albums, cette chanson apparait parfois en début d'aventure, comme dans La ruée vers l'or de Buffalo Creek (en suivant cette fois l'ordre des albums, c'est la première apparition de la chanson), deuxième histoire de Rodéo, le deuxième album parus chez Dupuis ; ou encore dans La diligence, premier album parus chez Dargaud, ou, chose assez rare, la chanson est chantée à la fois en début et en fin d'aventure. Cette ritournelle est détournée à plusieurs reprises comme dans l'histoire La Fiancée de Lucky Luke, où Lucky Luke chante une version plus longue, parlant de ses pensées sur les femmes ou encore à la fin de l'histoire À l'ombre des derricks, où Lucky Luke s'écrie « Et à nous le Texas, où il n'y a pas de pétrole ! ». Goscinny n'aura pas résisté à la tentation de placer un gag. Le mot « Fin » qui fait lui aussi partie du tableau de la dernière case est parfois modifié comme dans l'histoire Ma Dalton où il est écrit en point de croix et dans l'histoire Le Grand Duc où le mot est écrit en russe.

#### Bien contre mal

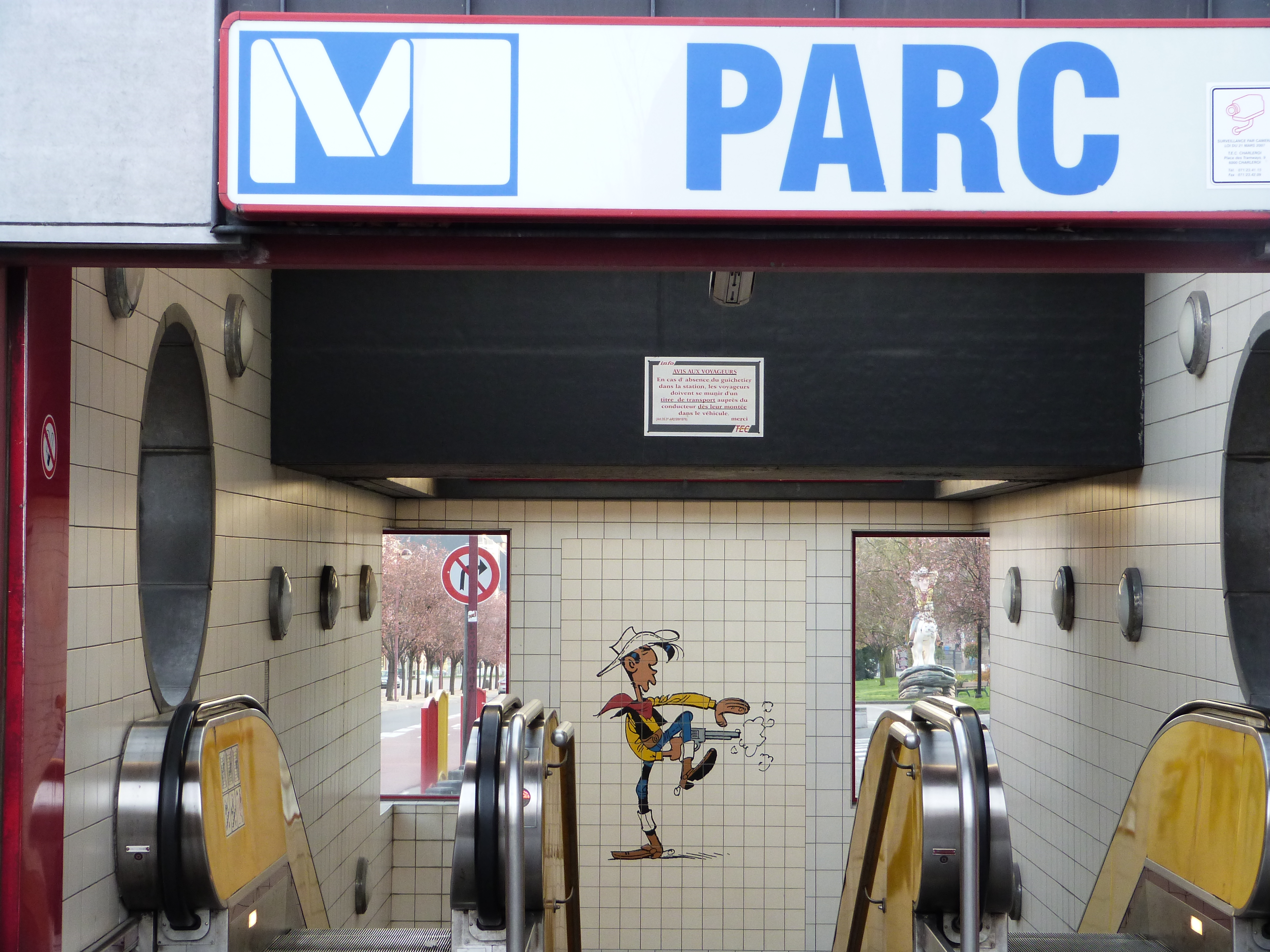
Métro de Charleroi.

La série oppose le bien au mal. Il s'agit même d'une des premières séries de bandes dessinées franco-belges de ce genre. Elle a participé à l'élaboration des règles et caractéristiques qui sont devenues par la suite des classiques de ce style de bande dessinée.
Le bien est représenté par la loi, qui est défendue par Lucky Luke, héros-type des séries de ce genre. Solitaire, il est toutefois accompagné d'un ami fidèle : le cheval Jolly Jumper, qui lui donne la réplique de manière souvent comique. Il n'a pas de personnalité puisqu'il est parfait et qu'il représente la loi et la morale ; il doit alors ne pas prêter à rire et parfois être le seul personnage sérieux. Graphiquement il est assez simple, ni beau, ni laid en évitant d'être ridicule.
Le mal est essentiellement représenté dans la série par les bandits de l'Ouest. Leur méchanceté n'a pas d'explication psychologique, c'est la nature qui les y pousse. Le méchant est laid, par opposition à la neutralité graphique de la figure du bien. La codification est même poussée pour qu'un lecteur voie de la sournoiserie chez un petit ou de la bêtise chez un gros, mais dans la série la codification graphique n'est pas systématique. Si les bandits de l'Ouest américain et leurs stéréotypes sont les méchants les plus représentés dans la série, celle-ci aborde également d'autres couches sociales : les hommes politiques, les notables, les fermiers, ou encore les bourgeois, mais leurs rôles sociaux ne déterminent pas leurs caractéristiques antagonistes. Les faire-valoir des méchants principaux sont eux représentés de manière totalement stupide et manipulés par l'intelligence supérieurement diabolique de leur patron. Les frères Dalton sont eux des méchants à part dans la série ; graphiquement ils ont un visage identique mais Joe semble respirer la haine et Averell la bêtise. Pour être drôle, chaque apparition des Dalton doit être une surenchère dans le mal, Joe doit être encore plus haineux et Averell encore plus bête. Le comique repose sur la répétition et pour le comprendre, le lecteur doit déjà connaître les habitudes de la série.

## Personnages

### Principaux personnages

#### Lucky Luke

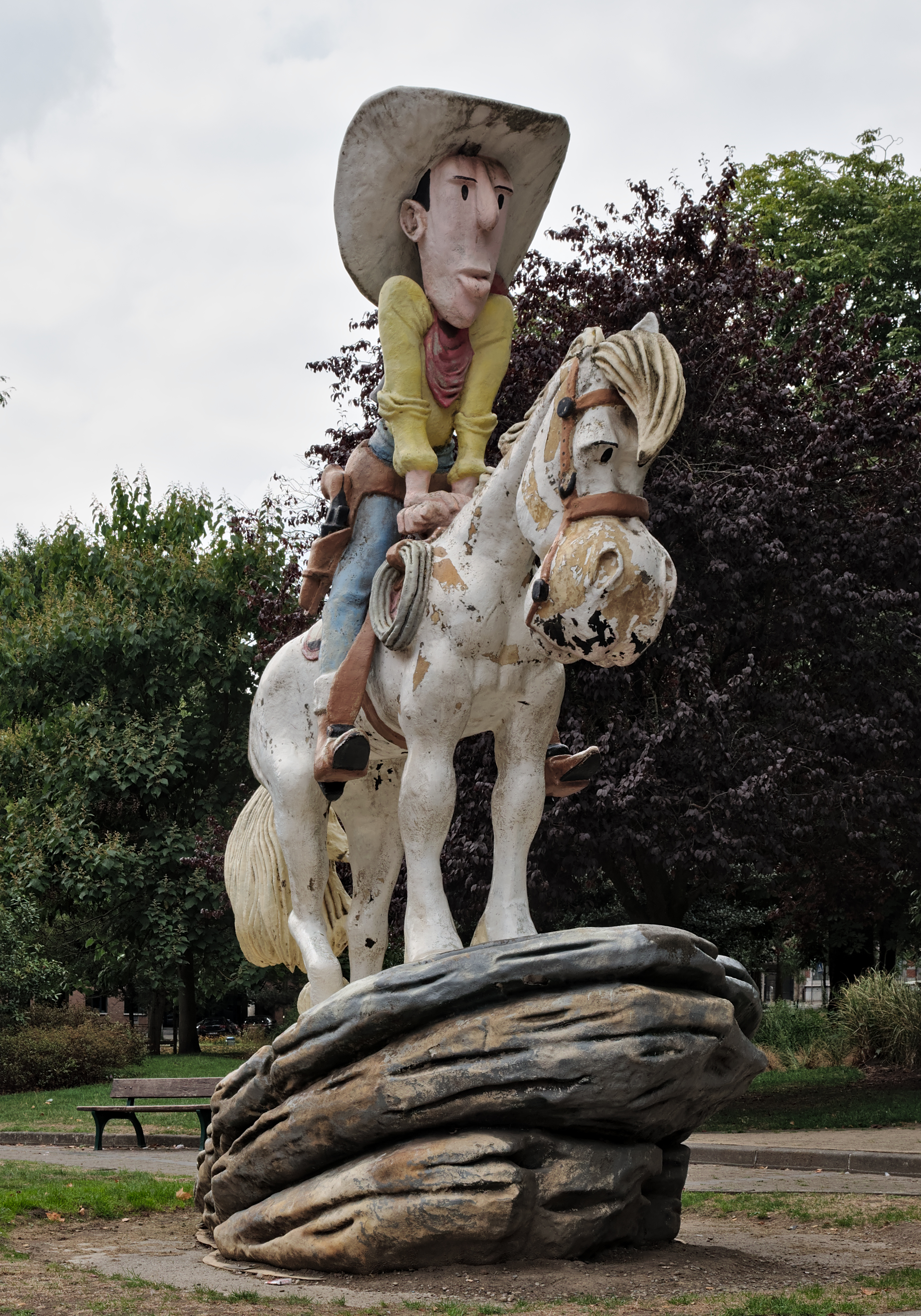
Lucky Luke et Jolly Jumper dans le parc reine Astrid à Charleroi.

Héros éponyme de la série, Lucky Luke est un cow-boy solitaire réputé être « l'Homme qui tire plus vite que son ombre ». Mince, il est coiffé d'une grande mèche noire. À quelques exceptions près, il porte toujours une chemise jaune, un gilet noir, un foulard rouge, un pantalon bleu, des bottes marron et un chapeau blanc. Son nom, inventé par Morris, vient de « Luck » qui signifie « chance » et de « Lucky », « chanceux ».
Au début de la série, Lucky Luke est violent, rustre et vulgaire. Il n'hésite pas à abattre Mad Jim dans l'histoire Le Sosie de Lucky Luke, Phil Defer et les frères Dalton dans Hors-la-loi. Avec l'arrivée de René Goscinny comme scénariste, sa personnalité change : il devient habile avec son arme et il ne tue plus, mais se sert de son talent de tireur pour désarmer ses adversaires. Il devient un serviteur de la justice, dont les principales missions consistent à rattraper les Dalton, escorter ou surveiller les prisonniers dangereux et mettre les bandits hors d'état de nuire. Il peut aussi, à certaines occasions, être cow-boy et mener les troupeaux à travers l'Ouest, conduire les caravanes de pionniers, escorter une personnalité et des délégations étrangères, être mandaté par le gouvernement notamment par le bureau des affaires indiennes, voire par le président des États-Unis en personne. Employé à la protection d'entreprises privées dans les domaines de la communication (télégraphie, messagerie expresse) et des transports (compagnie de chemins de fer, diligence, transport maritime, transport de fonds), il peut aussi assurer les fonctions de shérif et de maire quand les notables locaux ont fui.
Il possède plusieurs qualités, comme la galanterie puisqu'il enlève son chapeau pour saluer les femmes, la courtoisie, le respect, la séduction (il est courtisé par plusieurs femmes). Non violent (à partir de l'arrivée de René Goscinny comme scénariste), il est toujours prêt à secourir les plus faibles, ignore la peur, possède des nerfs d'acier, défend les biens d'autrui de manière désintéressée puisqu'il refuse à plusieurs reprises de toucher une récompense. Il est aussi très solitaire et l'on ne sait rien de sa famille, sauf lorsqu'il parle à deux reprises seulement de son grand-père dans La Ruée vers l'or de Buffalo Creek et Phil Defer. Son domicile est inconnu, bien qu'il l'évoque dans la chanson de fin ; on sait toutefois qu'il reçoit la plupart de ses messages dans la ville de Nothing Gulch,.

#### Jolly Jumper

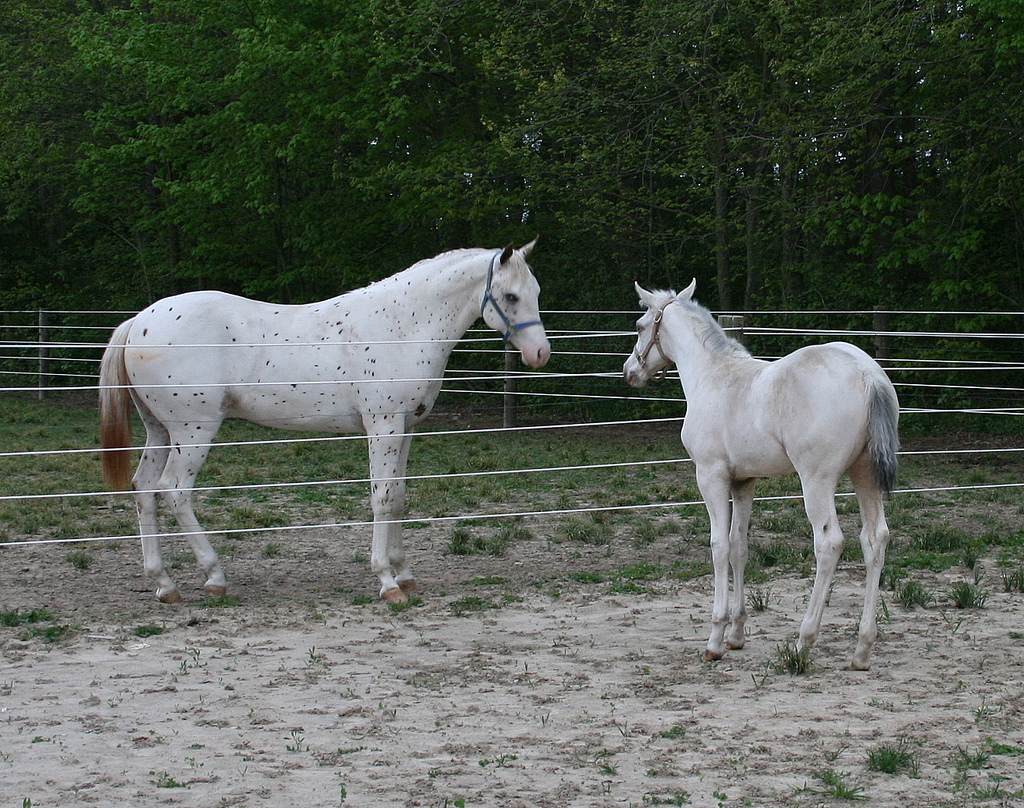
Des Appaloosa, la race de cheval qui a inspiré Jolly Jumper.

Jolly Jumper est le cheval de Lucky Luke. Présent dès Arizona 1880, la première histoire de la série, il est de couleur blanche, avec une crinière blonde et des taches marron sur la croupe. Si, au début de la série, il n'exprime que rarement ses opinions, à partir de la trentième histoire Sur la piste des Dalton il devient sous la plume de René Goscinny un commentateur de l'action. Ses commentaires se font par l'expression de ses pensées, pour regretter une situation ou pour en souligner l'absurdité, prenant souvent le lecteur à témoin. Il ne dialogue jamais avec Lucky Luke, même s'il comprend ce que ce dernier dit, ce dont Lucky Luke a conscience. Il lui arrive parfois de converser avec ses congénères, qu'il prend d'ailleurs souvent de haut, se montrant même grossier avec les chevaux d'attelage.
Cheval rapide (on dit même qu'il est le plus rapide de l'Ouest), il n'a pas peur du danger et sauve Lucky Luke à plusieurs reprises dans la série. Il possède plusieurs qualités assez inhabituelles pour un cheval, puisqu'il peut tenir en équilibre sur un fil avec un piano sur le dos, monter aux arbres, compter, forcer les serrures et jouer aux échecs, battant même souvent Lucky Luke à ce jeu. Excellent compagnon, il lui arrive de faire la lessive, le ménage et la cuisine pour Lucky Luke. Très susceptible, il peut se vexer lorsque son cow-boy lui adresse une remarque désagréable. Il déteste et méprise Rantanplan et ne manque jamais une occasion de le critiquer.

#### Rantanplan
Rantanplan est un chien spécialisé dans la garde des prisons. Il apparaît pour la première fois dans Sur la piste des Dalton, la trentième histoire de la série, publiée pour la première fois en 1960. Il « travaille » dans la prison du Texas où sont emprisonnés les frères Dalton. Il apparaît presque toujours avec eux, les suivant à la trace chaque fois qu'ils s'évadent du pénitencier. Physiquement il possède un pelage marron, une grosse truffe noire et des oreilles pointues.
Rantanplan est une parodie du chien Rintintin, et à la différence de ce dernier Rantanplan est stupide. Comme Jolly Jumper, il sait s'exprimer par des pensées, mais les siennes sont ineptes et seul le lecteur en a connaissance. Incapable de flairer une piste, de nager, de chasser et de survivre seul, il est plusieurs fois sauvé par des quidams ou par Lucky Luke. De sa famille on connaît l'existence d'un frère cadet pékinois et de parents qu'il n'a jamais revus depuis sa première sortie seul.
Son nom peut être orthographié de différentes manières. Ainsi, lors de sa première apparition, son nom est écrit « Ran-tan-plan », lors de la deuxième son nom devient « Ran-Tan-Plan » puis « Ran Tan Plan ». En 1987, quand il devient le héros de sa propre série de bande dessinée, il devient « Rantanplan ».

#### Les frères Dalton

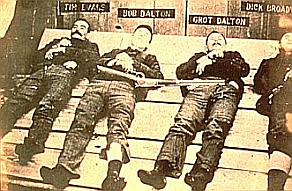
Deux des véritables frères Dalton (au centre) dont les Dalton de la série sont les cousins fictifs.

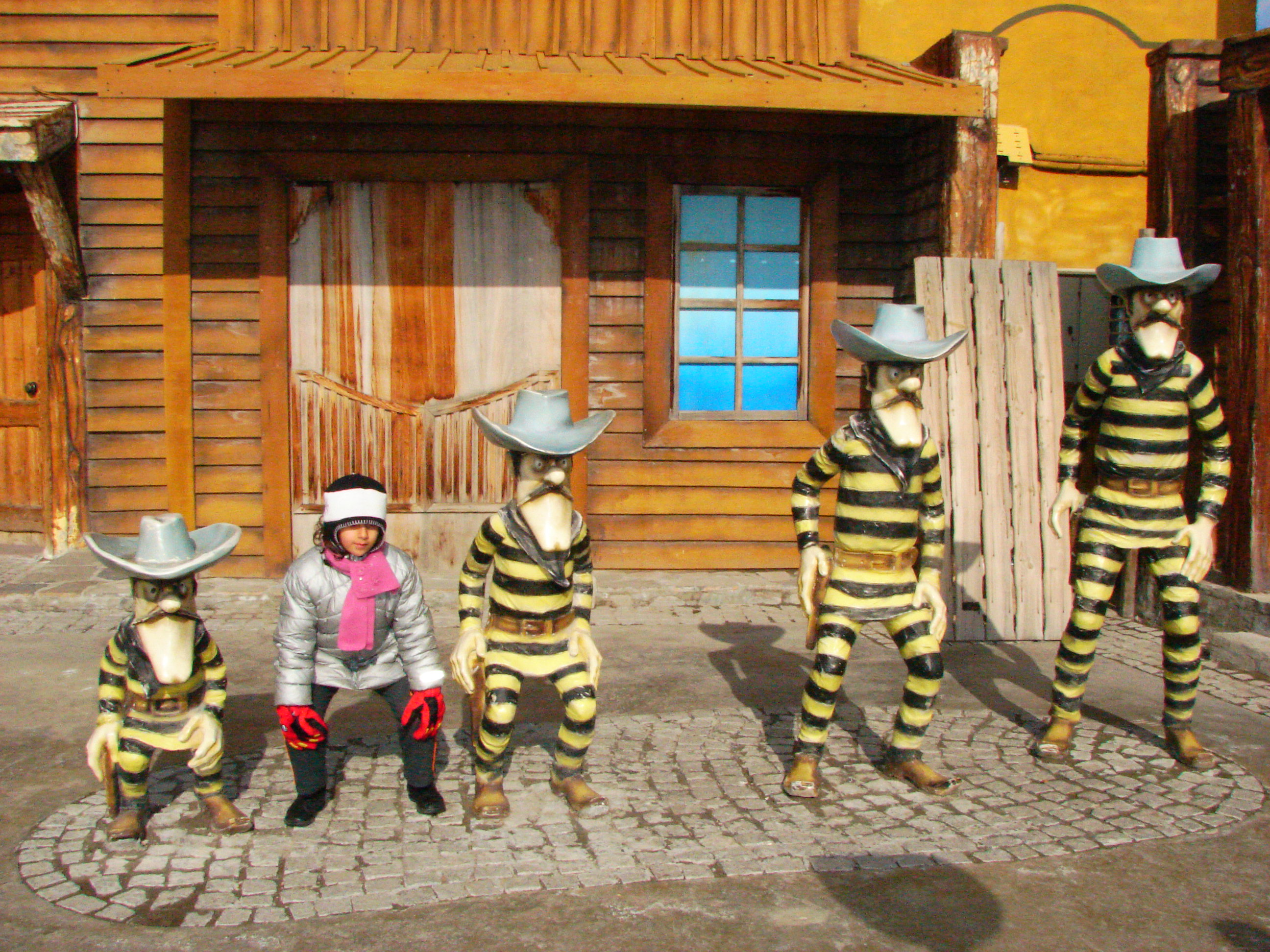
Représentation des frères Dalton au parc Harikalar Diyarı à Ankara.

Les frères Dalton sont une fratrie composée de quatre bandits prénommés Joe, Jack, William et Averell. Ils sont les cousins imaginaires des véritables frères Dalton, des hors-la-loi américains qui ont sévi au XIXe siècle. Ils font leur première apparition dans l'histoire Les Cousins Dalton où ils promettent d'abattre Lucky Luke pour venger la mort de leurs cousins tués quelque temps auparavant par le cow-boy solitaire. Ils vont alors devenir des personnages récurrents de la série, comme premiers ou seconds rôles.
Pour donner un aspect comique à ses personnages, Morris leur donne des tailles en escalier, le plus petit étant Joe, suivi de William et Jack, Averell étant le plus grand. Leur taille est la seule façon de les différencier, car ils ont le même aspect physique : nez rond, menton carré en avant et fine moustache.
Si leur physique est identique, ils sont différents par leurs caractères. Joe est le chef de la bande. Rancunier, il a envers Lucky Luke une très grande haine. Il est le cerveau de la bande, bien que ses plans toujours stupides ne fonctionnent jamais. Doté d'une forte personnalité, il impose ses décisions à ses trois frères, qui malgré tout le vénèrent. Très colérique, il est souvent dominé par ses humeurs ; ses frères tentent alors de le calmer d'un « Du calme…Joe ! ». Il s'énerve souvent contre Averell, qu'il menace d'étriper. Il possède malgré tout un caractère émotif : il pleure dans les bras de sa mère ou tombe amoureux de la danseuse Lulu Carabine. Il a aussi le sens de la famille, car jamais il n'envisage d'abandonner un de ses frères.
Le suivant par la taille est en général William. Comme son frère Jack, il n'a pas de caractère particulier et il est d'ailleurs fréquent que les auteurs inversent leurs prénoms entre deux albums, voire au sein d'un même album. Il ne prend que quelques initiatives au cours des aventures où il apparaît. Sa principale intervention au cours des aventures est, dans l'histoire Dalton City, de tomber amoureux en même temps que son frère Joe de Lulu Carabine, engageant alors contre son frère une bataille amoureuse. Mais aussi William est le seul des Dalton à savoir lire. On apprend qu'il confond les B et les G dans Ma Dalton. On sait dans La Guérison des Dalton que petit son père, dit "Pa ", lui a interdit de retourner à l'école à cause d'un bon point en comportement.
Jack est le troisième Dalton par la taille. Comme son frère William, il est souvent utilisé comme faire-valoir au cours des aventures. Sa principale particularité est de souvent finir les phrases de son frère William.
Le plus grand des frères Dalton est Averell. Il a la particularité d'être aussi le plus bête, sa phrase fétiche étant « Quand est-ce qu'on mange ? ». Cette obsession est propice à de nombreux gags dans la série. Stupide, il est toujours à côté du sujet quand il parle. Il est souvent le souffre-douleur de ses trois frères, et surtout de Joe. Il est le chouchou de Ma Dalton, leur mère. C'est le seul des quatre qui soit un peu sympathique. Dans l'histoire La Guérison des Dalton, il révèle une nature honnête après la thérapie du docteur Otto von Himbeergeist, mais naïf et paresseux il se laisse entraîner par ses frères.
Leur mère, Ma Dalton, apparaît pour la première fois dans l'histoire qui porte son nom, avant de réapparaître par la suite dans les histoires L'Amnésie des Dalton et Belle Starr. Elle aide à plusieurs reprises ses fils à s'évader de prison, voire les appuie dans leurs méfaits.

### Personnages secondaires

#### Personnages historiques

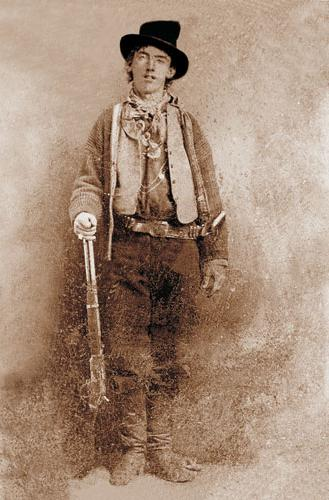
Le véritable Billy the Kid.

Billy the Kid fait sa première apparition dans l'histoire Hors-la-loi alors qu'en début d'épisode, l'affiche mettant sa tête à prix apparait aux côtés de celles des frères Dalton (les originaux), de Jesse James et de Calamity Jane. On le revoit, en chair et en os cette fois, dans Lucky Luke contre Joss Jamon. Lors de ces deux premières apparitions, c'est un colosse moustachu. Il faudra attendre l'histoire Billy the Kid pour qu'il prenne son apparence définitive, très différente : celle d'un tout petit homme glabre, au nez retroussé, taches de rousseurs et incisives en avant, en somme la parfaite caricature d'un adolescent. Il est le personnage principal de deux histoires de la série, Billy the Kid et L'Escorte, et il figure dans six autres histoires : Les Collines noires, Jesse James, Western Circus, Belle Starr, L'Homme de Washington et Lucky Luke contre Pinkerton. Son nom sera aussi mentionné dans d'autres albums.

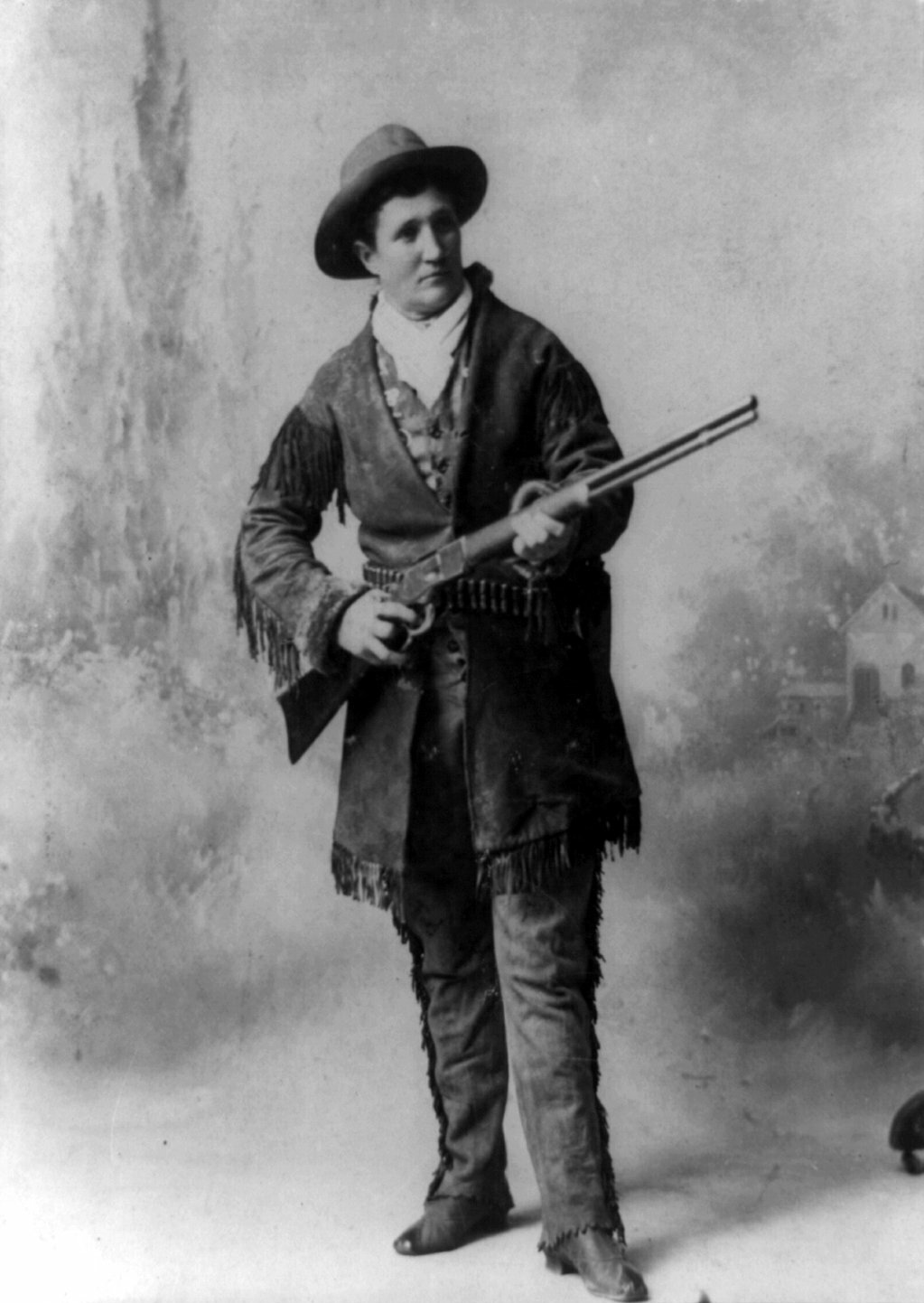
Calamity Jane en 1895.

Tout comme Billy the Kid, Calamity Jane fait ses premières apparitions dans Hors-la-loi et dans Lucky Luke contre Joss Jamon. On nous la présente alors comme un bandit, ce qu'elle n'était ni dans la réalité, ni plus tard dans la série. Son physique à elle aussi est différent de celui qui lui sera attribué plus tard dans la série. C'est dans l'histoire qui porte son nom qu'elle trouvera son physique et sa personnalité standard. Elle sera le personnage principal d'une deuxième histoire : Chasse aux fantômes. Elle apparaîtra aussi brièvement dans d'autres histoires. Dotée d'un physique et d'une force masculines, elle rêve malgré tout d'une vie tranquille et Lucky Luke tentera de lui apprendre les bonnes manières, mais l'appel de l'aventure sera plus fort.
Le juge Roy Bean fait sa seule véritable apparition dans l'histoire Le Juge qui lui est dédiée, mais on peut noter que son portrait figure sur une affiche intitulée "Mon maître" dans la cellule du juge Biglard qui fera remarquer aux Dalton dans La Corde au cou qu'ils peuvent se marier pour ne pas être pendus. Il exerce son métier de juge dans le saloon de Langtry au Texas où il terrorise les habitants avec des amendes qu'il encaisse lui-même. La série reste fidèle à la réalité historique de ce personnage. Buffalo Bill apparaît pour la première fois dans le préambule de l'histoire Le Fil qui chante, puis il réapparaît dans Le Pony Express, Belle Starr et La Légende de l'Ouest. Jesse James, se prend pour le Robin des Bois de l'Ouest, mais est surtout un voleur méchant et sans foi ni loi. Il apparaît principalement dans l'histoire à son nom où apparaissent aussi son frère ainé et complice Franck et son cousin Cole Younger, puis seul dans Belle Starr. Avant cela, il apparaît trois fois dans la série avec une personnalité et un physique différents de ceux qu'il aura par la suite.

Abraham Lincoln, président des États-Unis entre 1861 et 1865, qui va être représenté à plusieurs reprises pour confier des missions à Lucky Luke.

Abraham Lincoln, président des États-Unis entre 1861 et 1865, confie à plusieurs reprises des missions à Lucky Luke. Un autre président américain représenté est Rutherford Birchard Hayes, qui lui aussi confie des missions, surtout dans l'histoire L'Homme de Washington, où il est escorté par Lucky Luke pendant sa campagne à travers les États-Unis. Edwin Drake alias le colonel Drake, apparaît dans l'histoire À l'ombre des derricks, il est à l'origine de la fièvre du pétrole dans la ville de Titusville, mais il aide Lucky Luke à rétablir la justice dans la cité. Edward Creighton et James Gamble, ingénieurs de la Western Union apparaissent dans l'histoire Le Fil qui chante. Black Bart, bandit qui attaque les diligences apparaît dans l'histoire La Diligence. Mark Twain, journaliste au Territorial Enterprise apparaît lors de sa rencontre avec Lucky Luke dans l'histoire L'Héritage de Rantanplan. Brigham Young, chef spirituel de la communauté mormone, apparaît dans l'histoire Le Fil qui chante, où apparaît aussi Washakie chef des amérindiens Shoshones.
Sarah Bernhardt est mise en scène dans l'histoire du même nom. Lucky Luke doit alors veiller à sa sécurité personnelle, sur la demande du président, lors de sa tournée à travers les États-Unis. Dans l'histoire Le Daily Star, Lucky Luke doit protéger le jeune journaliste Horace Greeley, fondateur du Daily Star, dans la ville de Dead End City. Dans l'histoire Le Pony Express, Lucky Luke fait équipe avec William Hepburn Russell pour réussir le pari fou du Pony Express de transporter en moins de dix jours le courrier de Sacramento à Saint Joseph. Belle Starr mis en scène dans l'histoire du même nom, est une riche femme qui paie les cautions des bandits pour qu'ensuite ils travaillent pour elle. Dans l'histoire Le Klondike, Lucky Luke affronte Soapy Smith un bandit qui s'empare de l'or des pionniers. Dans l'histoire O.K. Corral, Lucky Luke rencontre les protagonistes de la fusillade d'O.K. Corral dont l'officier Wyatt Earp et son complice Doc Holliday. Le célèbre peintre de l'Ouest américain, Frederic Remington est représenté dans l'histoire L'Artiste-peintre, Lucky Luke doit le protéger dans l'Ouest sauvage alors qu'il souhaite peindre le légendaire amérindien Hiawatha. Dans l'histoire Lucky Luke contre Pinkerton, est mis en scène le célèbre détective Allan Pinkerton qui souhaite remplacer Lucky Luke comme justicier de l'Ouest. Dans l'album Un cow-boy dans le coton, Lucky Luke rencontre le premier marshal noir Bass Reeves.

#### Autres personnages

##### Amis

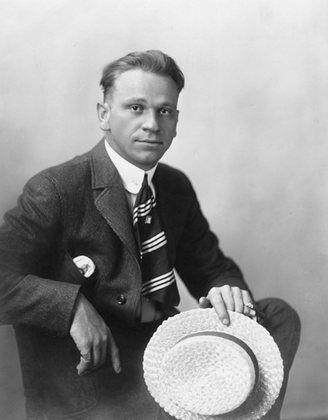
L'acteur Wallace Beery, dont le conducteur de diligence Hank Bullys est la caricature.

Le premier véritable personnage qui va aider Lucky Luke est Dick Digger dans l'histoire La Mine d'or de Dick Digger, puis Battling Belde dans l'histoire Le Grand Combat. Dans l'histoire, Lucky Luke et Phil Defer « le Faucheux » il a pour ami O'Hara. Le Capitaine Barrow apparaît dans la vingt-neuvième histoire, En remontant le Mississipi, il dirige le bateau « Daisy Belle » qui navigue sur le Mississippi, Lucky Luke le protège contre les méfaits de son rival le Capitaine Lowriver. Dans l'histoire Les Collines noires il accompagne des scientifiques qui doivent faire des études en vue d'une colonisation des collines noires, les scientifiques sont, le géologue Ira Doublelap, le géomètre Darryl Bundlofjoy, l'anthropologue autrichien Gustav Frankenbaum et le biologiste Simeon Gurgle. Dans l'histoire suivante Les Dalton dans le blizzard, Lucky Luke est aidé par le caporal Winston Pendergast de la police montée canadienne à rattraper les Dalton. Powell est un vieillard, propriétaire d'une mine d'or à Gold Hill, Lucky Luke le protège contre Denver Miles qui veut lui voler sa mine dans la trente-neuvième histoire intitulée La Ville fantôme. L'allié de Lucky Luke dans l'histoire Le 20e de cavalerie est dur, froid et distant, il s'agit du colonel Mac Straggle de la cavalerie, ainsi que son fils Grover qui est aussi son souffre douleur. Vernon Felps est un fermier cultivateur que Lucky Luke va aider dans une guerre contre les éleveurs dans la quarante-troisième histoire, Des barbelés sur la prairie.
Hank Bully est conducteur de diligence pour la société Wells Fargo. Il sait manier le fouet avec une grande précision. Physiquement il est la caricature de l'acteur Wallace Beery, habillé négligemment au contraire de la réalité où les conducteurs de la société Wells Fargo sont soucieux de leur apparence. Il apparaît dans la plupart des albums où se déroule un grand trajet à travers les États-Unis, ainsi il fait sa première apparition dans la quarante-septième histoire, La Diligence, puis il revient dans Le Fil qui chante, La Fiancée de Lucky Luke et Belle Starr. Il apparaît aussi de manière anecdotique dans d'autres histoires de la série. Dans l'histoire Le Pied-Tendre, Lucky Luke accompagne un aristocrate anglais nommé Waldo Badmington qui vient d'hériter d'une terre dans la ville de Dry Gulch. Il est accompagné par ses domestiques Jasper et Sam l'Indien, ces deux derniers personnages reviennent dans l'histoire La Belle Province. Erasmus Mulligan, propriétaire du Western Circus dans l'histoire du même nom est protégé par Lucky Luke contre Corduroy Zilch, organisateur de rodéo qui voit d'un mauvais œil la concurrence du cirque. Dans Chasseur de primes, il aide le Cheyenne Tea Spoon soupçonné d'avoir volé Lord Washmouth III, un cheval de compétition. Dans la quatre-vingt-septième histoire, La Fiancée de Lucky Luke, Lucky Luke doit protéger un convoi de femmes et particulièrement Jenny dont le fiancé est en prison et qui va vivre avec Lucky Luke. Dans l'histoire Les Dalton à la noce, Samuel Parker, ami de Lucky Luke, veut s'occuper des Dalton avant son mariage. Marcel Dalton présent dans l'histoire du même nom est l'oncle des Dalton, banquier en Suisse il est le seul membre honnête de la famille et va engager ses neveux dans une banque qu'il ouvre aux États-Unis.

##### Ennemis

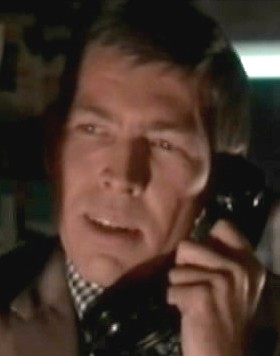
James Coburn caricaturé en Pistol Pete dans l'histoire En remontant le Mississipi.

Les ennemis sont très présents dans la série, et si certains sont des personnages historiques du Far West, un grand nombre sont des personnages fictifs. Les premiers ennemis inventés que doit affronter Lucky Luke sont Big Belly, Mestizo et Cheat dans l'histoire Arizona 1880. Les deux premiers reviennent dans l'histoire suivante La Mine d'or de Dick Digger ; dans Le Sosie de Lucky Luke les ennemis s'appellent Stan Strangler, le Petit Charley Chick et Mad Jim. Dans Rodéo, il affronte Cactus Kid et le Galeux. L'histoire suivante, Lucky Luke à Desperado-City, met en scène les Frères Pistol et le croque-mort. Ensuite il affronte Cigarette Caesar dans l'histoire Lucky Luke contre Cigarette Cæsar. C'est Joe-la-Gachette l'ennemi de l'histoire qui porte le même nom, puis Face-à-Tabac dans l'histoire suivante Jours de round-up. Pat Poker est l'ennemi présent dans les deux histoires de l'album Lucky Luke contre Pat Poker ; dans la première histoire il est aussi accompagné de Bill, Fer à Cheval et du croque-mort ; Pat Poker réapparaît dans la cent-deuxième histoire intitulée Le Pont sur le Mississipi. Dans le septième album, L'Élixir du Docteur Doxey Luke affronte Scraggy dans la première histoire et le Docteur Doxey dans les deux. Dans l'album suivant, Phil Defer, les ennemis ont pour nom O'Sullivan et Phil Defer.

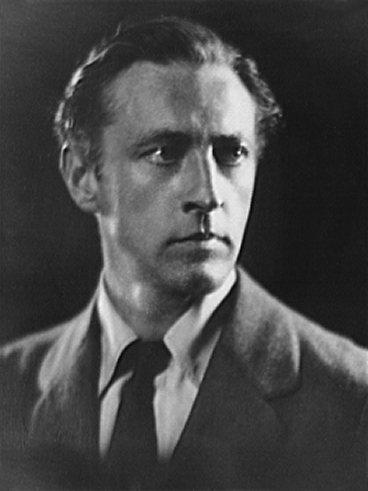
John Barrymore caricaturé en Whittaker Baltimore dans l'album Le Cavalier blanc.

L'histoire Des rails sur la prairie est la première scénarisée par René Goscinny. Les ennemis créés pour l'occasion sont Black Wilson, un membre du conseil d'administration de la Transcontinental Railway et ses trois hommes de main chargés d'empêcher les travaux de la ligne de chemin de fer entre Ox Gulch et San Francisco. Dans l'histoire suivante, Alerte aux Pieds-Bleus, les ennemis sont Pedro Cucaracha, les Pieds-Bleus, les Pieds-Verts et les Pieds-Jaunes. Dans Lucky Luke contre Joss Jamon, les ennemis sont Joss Jamon, le chef d'une bande de confédérés, qui terrorise l'Ouest avec ses complices Pete l'Indécis (caricature de René Goscinny), Jack le Muscle, Joe le Peau-Rouge, Sam le Fermier et Bill le Tricheur. La vingt-septième histoire, Ruée sur l'Oklahoma met en scène Coyote Will qui cherche à prendre le contrôle de Boomville. Le Capitaine Lowriver apparaît dans la vingt-neuvième histoire, En remontant le Mississipi : il dirige l'« Asbestos D. Plower » qui navigue sur le Mississippi et affronte son rival, le Capitaine Barrow, dans une course de bateaux. Les Rivaux de Painful Gulch, la trente-deuxième histoire, voit s'affronter deux familles au détriment de la ville de Painful Gulch, les O'Hara composés de Josuah, Mammy, Nathaniel, Pappy et Zacharias et les O'Timmins, composés de Bigelow, Bobonne, Montgomery et d'Old Timer. À la fin Lucky Luke va réussir à réconcilier les deux familles. Dans l'histoire Les Collines noires, l'ennemi est Bull Bullets, un homme de main du sénateur Orwell Stormwind qui doit saboter l'expédition. La trente-neuvième histoire, La Ville fantôme, met en scène le tricheur professionnel Denver Miles et son souffre-douleur Colorado Bill qui tentent de prendre le contrôle de la mine d'or du vieillard Powell. Dans l'histoire Le 20e de cavalerie, Luke affronte les indiens Cheyennes dont le chef Chien Jaune est manipulé par le traitre Derek Flood qui le pousse à l'affrontement avec le 20e de cavalerie. Le bandit inventé dans l'histoire L'Escorte est Bert Malloy, le voisin de cellule de Billy the Kid qui va promettre de l'aider à s'évader contre une partie de son magot. Le roi du bétail Cass Casey est l'ennemi de l'histoire Des barbelés sur la prairie qui va entrer en guerre avec d'autres éleveurs contre les fermiers. La quarante-cinquième histoire, Tortillas pour les Dalton, met en scène un chef de bande mexicain du nom d'Emilio Espuelas qui enlève les Dalton avant d'être manipulé par Joe.
Dans l'histoire Le Pied-Tendre, le bandit qui tente de s'emparer des terres héritées par Waldo Badmington, est Jack Ready. Corduroy Zilch, organisateur de rodéo dans la cinquante-cinquième histoire, Western Circus, voit d'un mauvais œil l'arrivée du cirque à Fort Coyote. Dans Canyon Apache, on assiste à une guerre entre le colonel O'Nollan qui veut se venger des Apaches qui ont enlevé son fils, Patrick, et le jeune chef Apache, Patronimo. Elliot Belt est un chasseur de primes dans l'histoire du même nom que tout le monde déteste pour sa vocation à la délation. Dans l'histoire, il veut capturer Tea Spoon soupçonné d'avoir volé un cheval de compétition à Bronco Fortworth. Dans la soixante-huitième histoire, Le Cavalier blanc, l'affrontement a lieu avec Whittaker Baltimore, directeur d'une troupe de théâtre qui joue la pièce Le Cavalier Blanc, mais des braquages ont lieu dans chaque ville où se produit la troupe. Dans La Guérison des Dalton, le professeur Otto Von Himbeergeist, qui vient d'Europe pour guérir les Dalton grâce à une nouvelle science appelée la psychanalyse, va tourner casaque à leur contact. Buck Ritchie dans L'Empereur Smith tente de manipuler l'Empereur pour utiliser son armée à des fins malhonnêtes.
Fingers, présent dans l'histoire du même nom, est un magicien dont les mains volent sans qu'il puisse les contrôler ; il va aider les Dalton à s'échapper du pénitencier, puis va être placé sous la responsabilité de Lucky Luke. Dans la cent-deuxième histoire, Le Pont sur le Mississipi, les frères Bat et Dick Cayman, dont l'aîné est maire des deux villes que doit relier le pont, sabotent sa construction pour ne pas perdre leur puissance. Dans l'histoire Le Prophète, Lucky Luke doit rattraper les Dalton et le prophète Dunkle qui a embrigadé Averell Dalton.

### Personnalités caricaturées

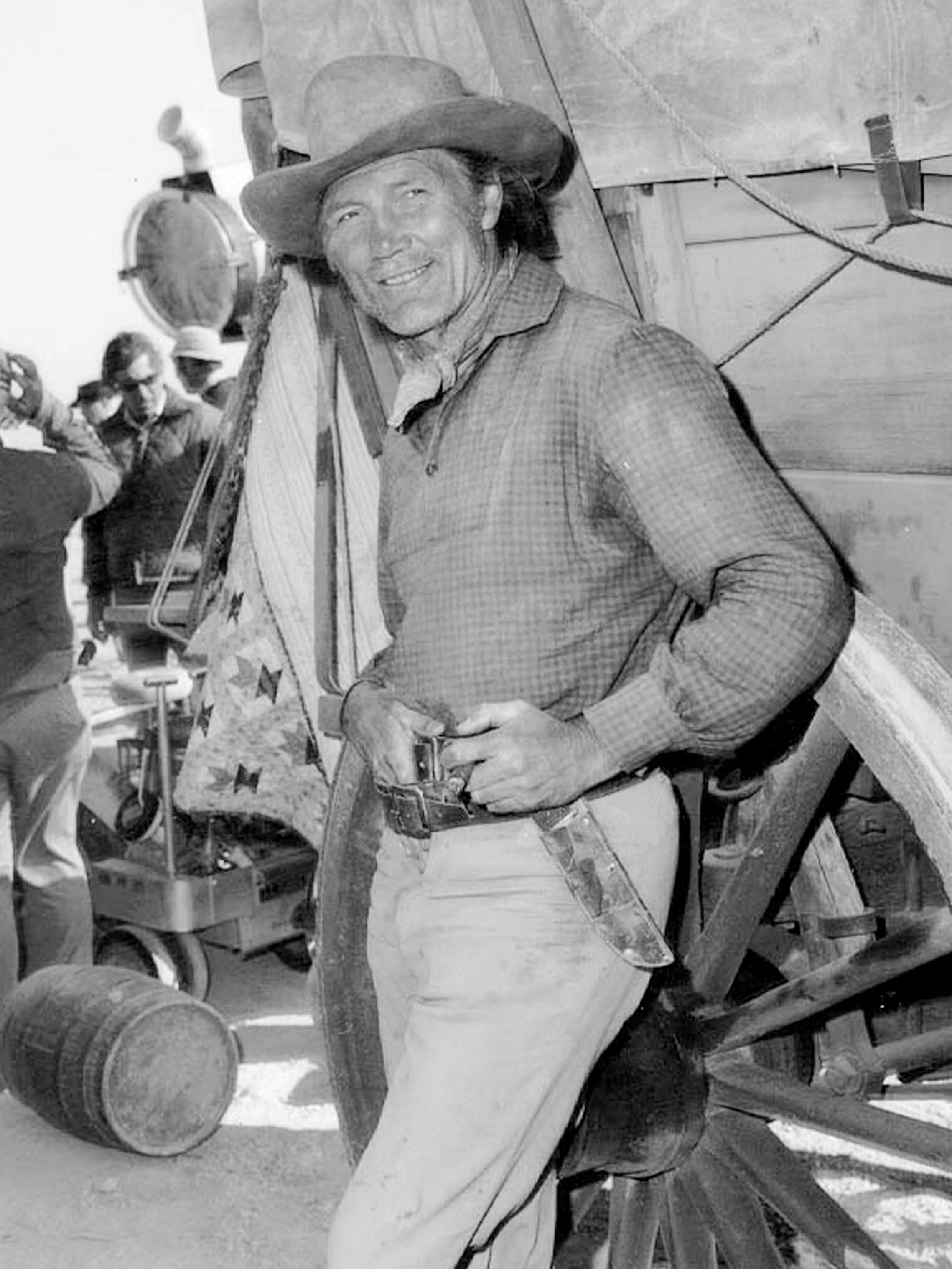
Jack Palance est caricaturé en Phil Defer dans la série.

On croise quelques personnalités contemporaines dans certains albums, notamment Louis de Funès et Patrick Préjean dans Le Bandit manchot, Jack Palance en Phil Defer dans l'album du même nom, ou Lee Van Cleef en Eliot Belt dans Chasseur de primes. Dans La Diligence, Alfred Hitchcock apparaît sous les traits d'un barman et le joueur de poker ressemble à John Carradine. Dans Le Ranch maudit, Christopher Lee apparaît sous les traits d'un agent immobilier véreux, Groucho Marx en chasseur de bisons, et Serge Gainsbourg en ivrogne. Dans cette même histoire, Lucky Luke va aider une vieille dame à emménager dans une maison appelée le ranch Bates, comme le personnage de Norman Bates de Psychose. L'architecture de la maison est en tout point semblable à celle du film d'Alfred Hitchcock. Du reste, le grand cinéaste sera patron d'un saloon dans cette histoire ainsi que dans La Diligence.
Jean Gabin apparaît en cow-boy dans Lucky Luke contre Joss Jamon. Dopey, l'un des personnages de Ruée sur l'Oklahoma, ressemble à Michel Simon jeune. Nebraska Kid, dans l'histoire Les Collines noires prend le visage de Kirk Douglas. Le professeur de maintien de Calamity Jane, dans l'histoire du même nom, a les traits de David Niven. Toujours dans Calamity Jane, le rival de l'héroïne, August Oyster, est représenté sous les traits de Sean Connery. Dans En remontant le Mississipi, James Coburn est caricaturé sous les traits du tueur à gages Pistol Pete. W. C. Fields devient patron de cirque miteux dans Western Circus et charlatan dans La Ballade des Dalton. Hank Bullys, le conducteur de La Diligence a les traits de Wallace Beery, alors que dans la même histoire le joueur professionnel Scat Thumbs est représenté sous les traits de John Carradine. Dans Le Cavalier blanc, le personnage titre présente l'apparence de John Barrymore. Le Grand duc Léonide a les traits de Sydney Greenstreet, le professeur Otto von Himbeergeist, personnage principal de La Guérison des Dalton est en fait l'acteur allemand et premier non-Américain à recevoir un Oscar, Emil Jannings. Lulu Carabine, qui fait flancher le cœur de Joe et William Dalton dans Dalton City ressemble à la plantureuse Mae West. Le pilote Ned dans l'histoire En remontant le Mississipi et le colonel Mac Straggle dans Le 20e de cavalerie sont des caricatures peu ressemblantes, respectivement de Burl Ives et Randolph Scott. L'acteur Brian Donlevy est croqué en William Bradwell dans l'histoire Le Fil qui chante.
Beaucoup de ses collègues de la bande dessinée sont eux-mêmes représentés dans la série. André Franquin, grand ami de Morris, est présent à plusieurs reprises notamment comme adjoint du shérif ou comme guitariste. Aux détours d'une case, on croise Will, Eddy Paape, Victor Hubinon, René Goscinny, principal scénariste de la série, qui est caricaturé en Pete l'Indécis de la bande à Joss Jamon ou encore Paul Dupuis, l'un des éditeurs de Spirou, qui devient le patron du Fort Weakling Clarion dans l'histoire Billy the Kid. Jerry Spring et son ami Pancho, ainsi que Red Ryder et son aide Petit Castor, autres cow-boys du journal Spirou ont aussi droit à leur caricature. Albert Uderzo a cru que le personnage du pied-tendre était une caricature de lui-même, mais Morris affirme plus tard qu'il ne s'agissait que d'une coïncidence.

## Séries dérivées
La série est à l'origine des séries dérivées suivantes :
- Rantanplan ;
- Kid Lucky.

## Publication

### Historique des publications

#### PériodeSpirou

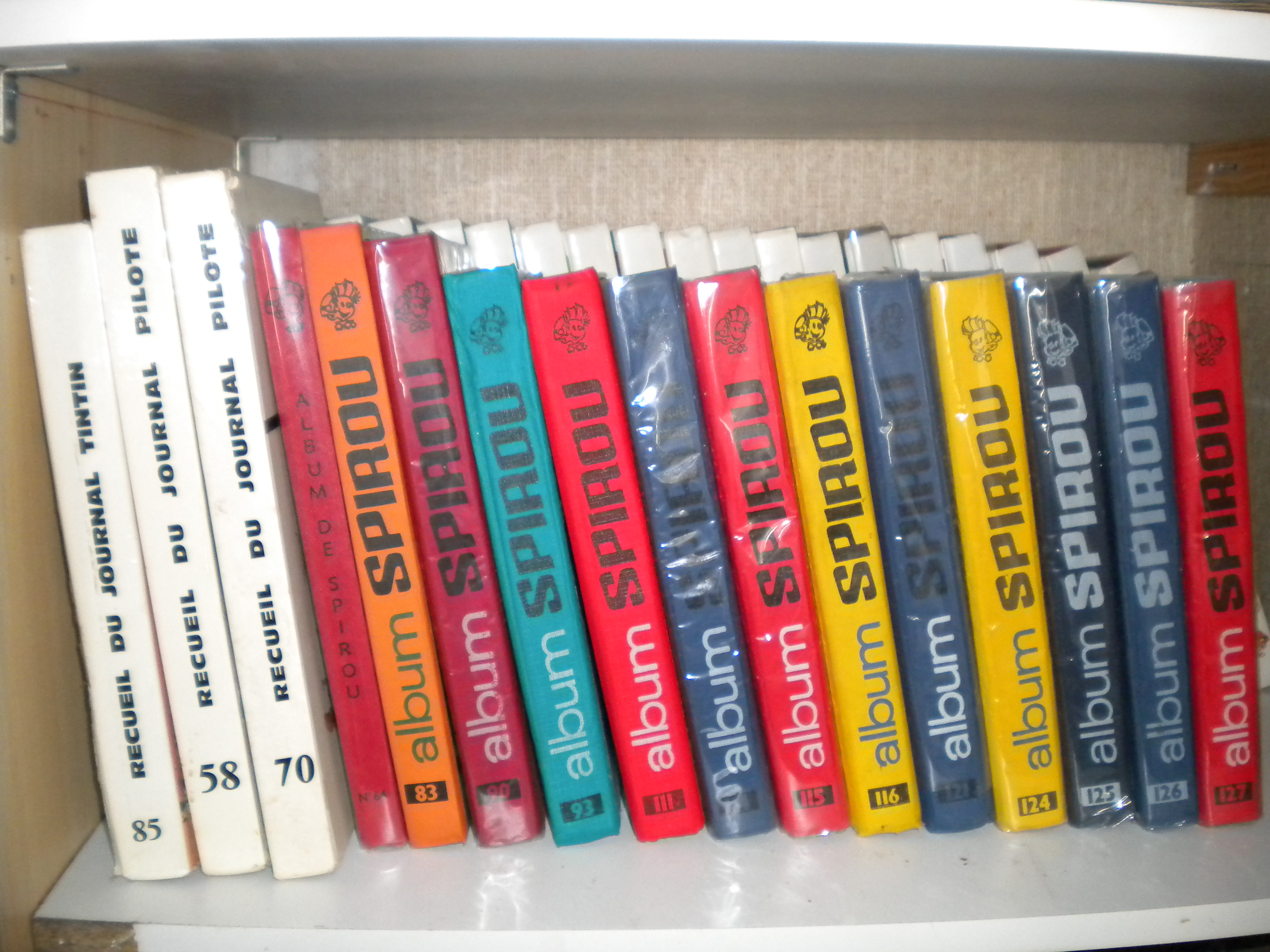
Recueils de Spirou, Pilote et Tintin, trois journaux de bande dessinée où est parue la série.

La série est créée en 1946 dans l'almanach 1947 du journal Spirou avec le récit complet Arizona 1880. L'année suivante est publiée pour la première fois une histoire à suivre La Mine d'or de Dick Digger, dans les journaux Spirou du no 478 au no 502. Les histoires à suivre vont s'enchaîner, Le Sosie de Lucky Luke du no 505 au no 527, Grand Rodéo du no 528 au no 545, Lucky Luke à Desperado-City du no 546 au no 566, La Ruée vers l'or de Buffalo Creek du no 567 au no 584, Lucky Luke contre Cigarette Cæsar du no 585 au no 601 et Le Retour de Joe la Gachette du no 602 au no 618. Cette même année, en 1949, sort le premier album de la série La Mine d'or de Dick Digger, il s'agit d'un album broché paru aux éditions Dupuis qui comprend les histoires deux et trois, suivi du deuxième album Rodéo qui comprend les histoires quatre, cinq et six. L'année suivante paraissent dans Spirou les histoires, Jours de round-up du no 619 au no 629, Le Grand Combat du no 630 au no 646. En 1951, sort le troisième album, Arizona, qui comprend la première histoire, ainsi que la septième. La même année, la série réapparaît dans Spirou après plusieurs mois d'absence. Nettoyage à Red-City parait du no 685 au no 697 et Hors-la-loi du no 701 au no 731. La politique des éditions Dupuis étant que les séries vedettes soient pratiquement toujours au sommaire, les histoires s'enchaînent rapidement durant l'année 1952. Tumulte à Tumbleweed est publié du no 735 au no 754, Le Retour des frères Dalton du no 755 au no 764 et Lucky Luke et le Docteur Doxey du no 765 au no 786. Le quatrième album intitulé Sous le ciel de l'Ouest sort la même année et contient les histoires huit, neuf et dix. En 1953, l'histoire Chasse à l'homme paraît du no 787 au no 808 de Spirou et Lucky Luke contre Pat Poker, le cinquième album, sort et contient les histoires onze et treize. L'année suivante, sort le sixième album, Hors-la-loi contenant les histoires douze et quatorze. Les histoires Lucky Luke et Phil Defer « le Faucheux » et Lucky Luke et Pilule sont publiées dans le journal Le Moustique respectivement du no 1464 au no 1494 et du no 1508 au no 1516. En 1955 sort le septième album L'Élixir du Docteur Doxey qui contient les histoires quinze et seize, puis sont publiées des histoires courtes dans le journal Risque-Tout, Grabuge à Pancake Valley dans le no 5 et Lucky Luke et Androclès dans le no 11.
La série disparaît de Spirou pendant presque deux ans pour cause de voyage aux États-Unis de Morris, elle revient en 1955 dans le no 906 avec l'histoire Des rails sur la prairie scénarisée pour la première fois par René Goscinny rencontré pendant ce voyage. La publication se termine dans le no 929, puis est publiée en album en 1957, il s'agit du premier album ne contenant qu'une seule histoire. Pour 1956, parait l'album Phil Defer qui contient les histoires dix-sept et dix-huit. Dans Spirou, parait Alerte aux Pieds-Bleus publiée du no 938 au no 957, puis Lucky Luke et la bande de Joss Jamon du no 966 au no 989. Ces deux histoires paraissent en album en 1958. Dans Risque-Tout no 49 parait l'histoire courte intitulée Voleurs de Chevaux. Pour l'année suivante, la publication de la série commence dans le no 992 avec une histoire à suivre intitulée Les Cousins Dalton (sortie en album en 1958) qui se termine dans le no 1013, une autre histoire est publiée à partir du no 1021 intitulée Le Juge (sortie en album en 1959), jusqu'au no 1042. La même année est publiée une nouvelle qui a pour titre Pirates en pullman dans un hors-série du journal Spirou intitulé Spirou poche. Pour 1958, est publiée l'histoire à suivre Ruée sur l'Oklahoma du no 1046 au no 1070, ainsi que l'histoire L'Évasion des Dalton du no 1076 au no 1102. Deux histoires publiées en album en 1960. L'année 1959 voit la publication de l'histoire à suivre intitulée En remontant le Mississipi (du no 1111 au no 1132) qui parait en album en 1961. L'année 1960, commence avec la publication de l'histoire à suivre Sur la piste des Dalton du no 1138 jusqu'au no 1159 et À l'ombre des derricks du no 1161 au no 1182, deux histoires publiées en 1962 en album.

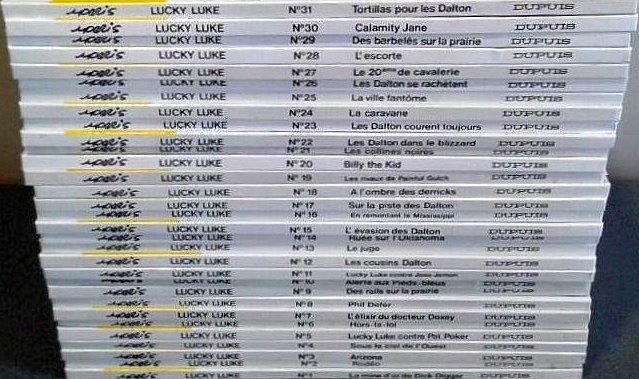
Albums Dupuis 1 à 31, cartonnés.

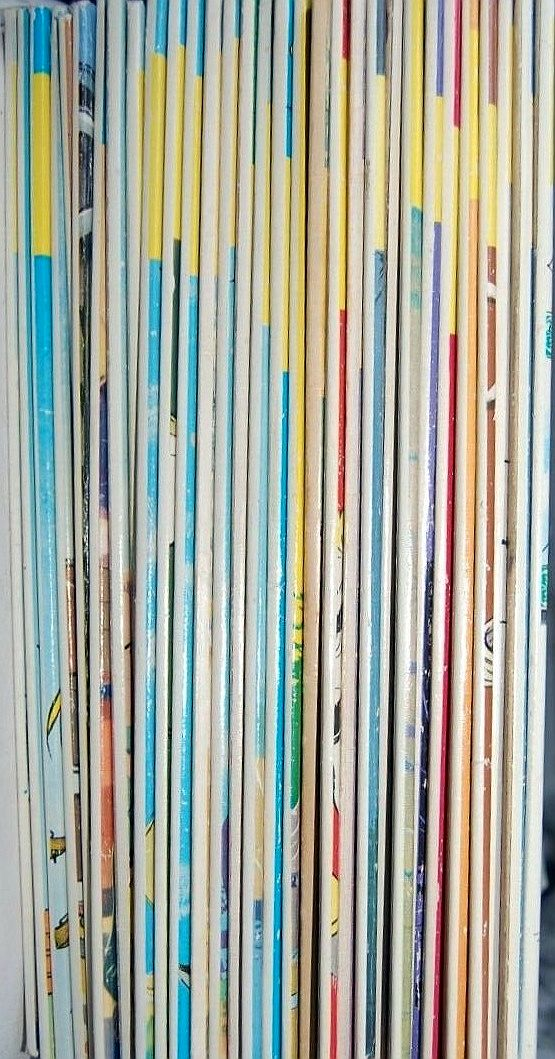
Albums souples Dupuis de 1 à 31.

L'année 1961 est faste pour la série, avec la publication des histoires à suivre Les Rivaux de Painful Gulch du no 1186 au no 1207 (1962 en album), Billy the Kid du no 1210 au no 1231 (1962 en album) et Les Collines noires du no 1232 au no 1253 (1963 en album). Dans Le Parisien libéré, sont publiées deux histoires intitulées Les Dalton courent toujours (année 1960) et Les Dalton sur le sentier de la guerre (année 1961) afin de mieux faire connaître la série auprès du public français. Ces deux histoires sont ensuite publiées en 1964 dans un album intitulé Les Dalton courent toujours. Les Dalton dans le blizzard est la première histoire publiée en 1962 du no 1256 jusqu'au no 1277 (1963 en album), la seconde est La Caravane publiée du no 1281 au no 1302 (1964 en album). L'année 1963 voit la publication de l'histoire La Ville fantôme du no 1306 au no 1327 et de Les Dalton se rachètent du no 1331 au no 1352. Le 20e de cavalerie du no 1356 au no 1377 et L'Escorte du no 1380 au no 1401 sont les publications de l'année 1964. Publiées respectivement en album en 1965 et 1966. L'année 1965 commence avec la publication de l'histoire à suivre Des barbelés sur la prairie du no 1411 jusqu'au no 1432, puis une Calamity Jane du no 1437 au no 1458. Deux histoires publiées sous forme d'album en 1967. La seule histoire à suivre publiée pour l'année 1966 est intitulée Tortillas pour les Dalton du no 1466 au no 1487, l'album, sortie en 1967, est le dernier à paraître chez Dupuis. Une histoire courte intitulée Le Chemin du crépuscule parait dans le no 1482 bis. L'année 1967 est particulière puisqu'il s'agit de la dernière publication régulière dans le journal Spirou avant son transfert pour le journal Pilote. Cette année est publiée La Diligence du no 1504 au no 1525, Le Pied-Tendre du no 1537 au no 1556.

#### PériodePilote
La première histoire originale de la série qui paraît dans le journal Pilote est Dalton City du no 441 au no 462 de l'année 1968 (publiée en album en 1969 aux éditions Dargaud). La série est publiée parallèlement dans Super Pocket Pilote avec Défi à Lucky Luke (no 1) et Arpèges dans la vallée (no 2). Dans le journal périodique est publiée, pour l'année 1969, l'histoire à suivre Jesse James du no 478 au no 499 (1969 en album). Ensuite est publiée l'histoire à suivre Western Circus du no 520 au no 541 (1970 en album). La même année est publiée dans le troisième numéro de Super Pocket Pilote, une histoire complète de huit pages intitulée Promenade dans la ville, puis dans le quatrième numéro une histoire de seize pages intitulée La Bataille du riz. Pour l'année 1970, est publiée l'histoire à suivre Canyon Apache du no 563 au no 584 (1971 en album). L'année suivante est publiée l'histoire à suivre Ma Dalton du no 595 au no 616 (1971 en album). En 1972, est publiée l'histoire à suivre intitulé Chasseur de primes du no 658 au no 679 (1972 en album). En 1973, sont publiées deux histoires à suivre, Le grand duc du no 690, puis L'Héritage de Rantanplan, qui est la dernière histoire publiée dans le journal, du no 717 jusqu'au no 736. Ces deux histoires sont publiées en 1973 en album.

#### Dans son propre journal
Entre mars 1974 et février 1975, la série va avoir son propre journal de bande dessinée. Elle va obligatoirement être au sommaire de chaque numéro soit avec des histoires courtes complètes ou des histoires à suivre, elle fait aussi la couverture des douze numéros. Dans le premier numéro est publiée une histoire complète de six pages intitulée Le desperado à la dent de lait, dans le second numéro l'histoire complète L'Hospitalité de l'Ouest, dans le troisième numéro l'histoire complète Maverick, dans le quatrième numéro l'histoire complète L'Égal de Wyatt Earp, dans le cinquième numéro l'histoire complète Le Colporteur, dans le sixième numéro l'histoire complète Passage dangereux, dans le septième numéro l'histoire complète Sonate en colt majeur, chaque histoire est complète et compte six planches, puis elles sont publiées en 1974 dans l'album 7 histoires de Lucky Luke. À partir du no 8 est publiée l'histoire à suivre Le Cavalier blanc qui va se terminer dans le no 12, le dernier numéro du journal avant sa disparition définitive. Cette histoire est ensuite publiée en album en 1975.

#### Entre plusieurs journaux
Désormais la série va tourner entre plusieurs journaux de bande dessinée. Elle va faire une année dans le journal Nouveau Tintin, l'édition française de l'hebdomadaire belge Tintin, en publiant deux histoires à suivre. La première est publiée en 1975, il s'agit de l'histoire La Guérison des Dalton publiée du no 1 au no 13. Puis la seconde histoire intitulée L'Empereur Smith est publiée la même année du no 30 au no 40. Deux albums publiés respectivement en 1975 et 1976 chez Dargaud. La série est publiée ensuite dans le journal français Pif Gadget à partir de 1978, avec comme premier récit à suivre La Ballade des Dalton du no 500 à no 502. Une histoire publiée la même année dans le journal Spirou. Sont ensuite publiées plusieurs courtes histoires, L'École des shérifs dans le no 506 de Pif Gadget, Un amour de Jolly Jumper dans le no 2117 de Spirou et La Corde du pendu dans le no 2172. L'histoire Le Magot des Dalton est publiée en 1979 dans le magazine VSD (1980 en album). Deux histoires courtes sont publiées dans Spirou, La Mine du chameau et Les Dalton prennent le train respectivement dans le no 2214 et no 2218. Le Bandit manchot est publiée en 1981 dans le journal Tele Junior et la même année en album.
Fingers est publiée en 1983 dans le magazine VSD et la même année en album. La série fait un retour dans Spirou en 1983 avec Le Daily Star publiée du no 2424 au no 2427 (publiée la même année en album) et en 1984 avec La Fiancée de Lucky Luke du no 2479 au no 2482 (publiée la même année en album). Nitroglycérine est publiée du no 942 au no 946 de Pif Gadget, puis en album en 1987. L'année suivante c'est l'histoire Le Pony Express qui est publiée du no 997 au no 999 de Pif Gadget (publiée la même année en album), puis, en 1990, Un Lapon au Canada dans le no 1125, (mais l'histoire a été publiée pour la première fois en 1981 dans Tele Junior).

#### Directement en album

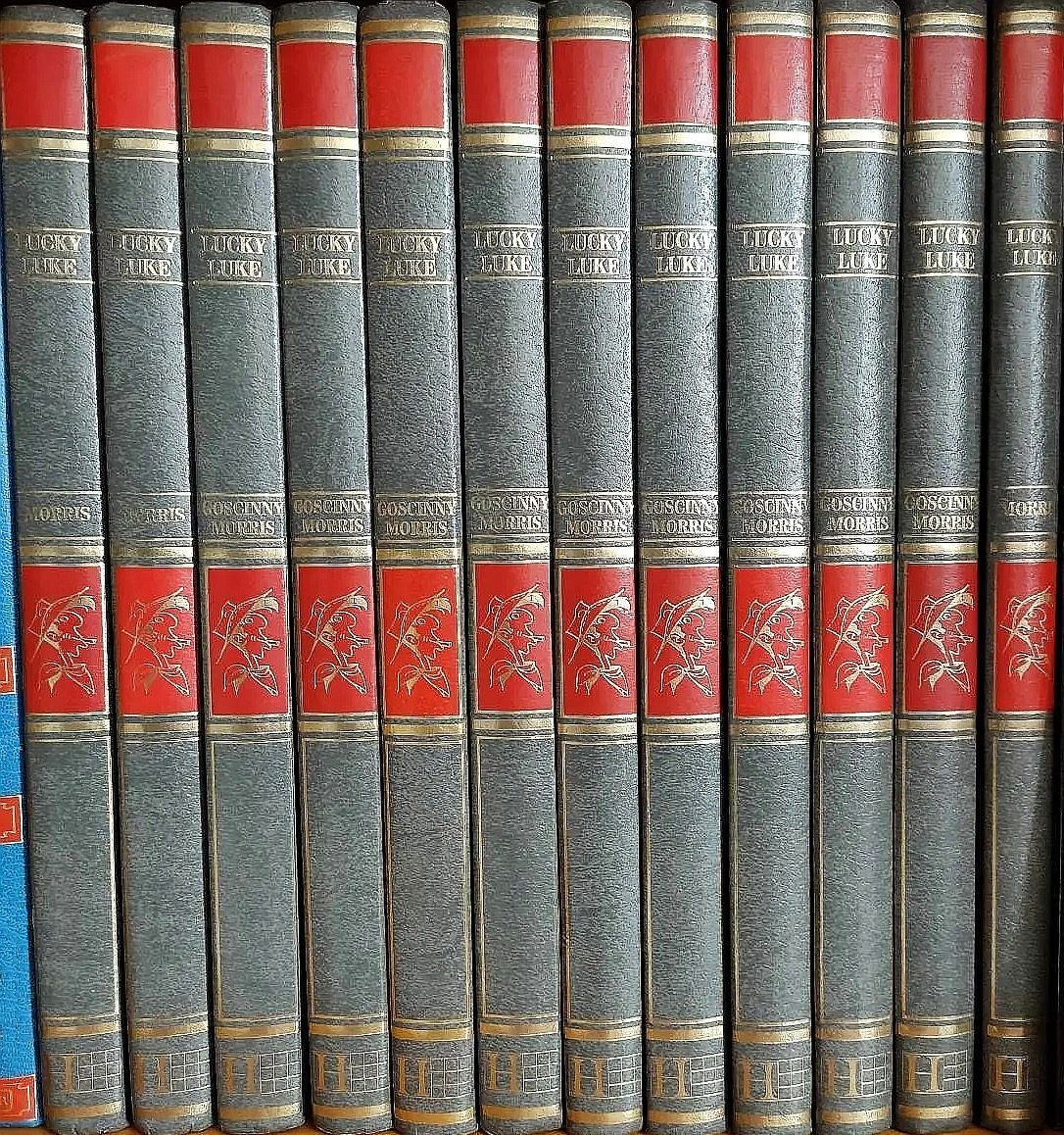
Lucky Luke chez Rombaldi.

En 1982, est publiée l'album La Corde du pendu et autres histoires qui regroupe une histoire inédite et d'autres prépubliées dans divers journaux. La même année sort l'album Sarah Bernhardt. En 1983, sort Daisy Town qui est l'adaptation en bande dessinée du film sortie douze ans plus tôt. Le Ranch maudit est publiée dans l'album éponyme en 1986 avec les histoires La Bonne Aventure, Le Flume et La Statue. L'album L'Alibi publié en 1987 regroupe l'histoire éponyme, ainsi que Athletic City, Olé Daltonitos et Un cheval disparaît.
Morris quitte Dargaud pour fonder sa propre maison d'édition, Lucky Productions. Le premier album édité par celle-ci est intitulé L'Amnésie des Dalton et sort en 1991, mais l'histoire a été publiée pour la première fois en 1991 du no 1169 au no 1173 de Pif Gadget. Il est scénarisé par Xavier Fauche et Jean Léturgie. L'année suivante voit la publication de Chasse aux fantômes, sur un scénario de Lo Hartog van Banda. En 1993 est publiée Les Dalton à la noce scénarisée par Xavier Fauche et Jean Léturgie. Même équipe de scénaristes pour Le Pont sur le Mississipi, publiée en 1994. Xavier Fauche est en revanche seul à faire le scénario pour Belle Starr, éditée en 1995. Pour l'année 1996 est publiée Le Klondike, sur un scénario de Yann et Jean Léturgie. L'année suivante est publiée O.K. Corral sur un scénario d'Éric Adam et Xavier Fauche. En 1998, c'est l'histoire Marcel Dalton qui est publiée sur un scénario de Bob de Groot.
En 1999 est créée la maison d'édition Lucky Comics, née d'un partenariat entre Lucky Productions et Dargaud. Tous les albums de Lucky Luke qui ont été publiés par ces deux maisons d'édition le sont désormais par cette nouvelle entité. Le premier album publié par Lucky Comics paraît en 2000 et est intitulé Le Prophète, sur un scénario de Patrick Nordmann. L'année suivante sort L'Artiste-peintre, scénarisé par Bob De Groot. En 2002 est publié La Légende de l'Ouest, sur un scénario Patrick Nordmann. Il s'agit de la dernière histoire de Morris qui est décédé l'année précédente.

#### Après Morris
Avec le décès de Morris, et conformément à sa volonté, Lucky Luke poursuit ses aventures avec un nouveau dessinateur, Achdé. Un nouveau scénariste attitré à la série est aussi désigné en la personne de l'humoriste Laurent Gerra. Pour l'occasion, la série est renommée Les Aventures de Lucky Luke d'après Morris. Après un essai pour Achdé avec l'histoire courte Le Cuisinier français, sur scénario de Claude Guylouis dont l'album est offert pour l'achat d'un album de la série, sort en 2004 la première histoire de ce nouveau duo, La Belle Province. La Corde au cou est éditée en 2006. L'Homme de Washington est publiée en 2008. Après une longue absence, la série revient dans le journal Spirou en 2010 avec l'histoire à suivre Lucky Luke contre Pinkerton publiée du no 3779 au no 3784, puis en album la même année. Pour cet album, Laurent Gerra laisse le scénario au duo Daniel Pennac et Tonino Benacquista qui reviendront pour l'album suivant, Cavalier seul, paru en 2012. Gerra reviendra au scénario pour Les Tontons Dalton, avec l'aide de Jacques Pessis, en 2014.

### Liste des histoires
| Année     | Titre                                    | Début de publication                   | Fin de publication                     | Dessinateur            | Scénariste                       |
| --------- | ---------------------------------------- | -------------------------------------- | -------------------------------------- | ---------------------- | -------------------------------- |
| 1946      | Arizona 1880                             | Almanach 1947 de Spirou                | Almanach 1947 de Spirou                | Morris                 | Morris                           |
| 1947      | La Mine d'or de Dick Digger              | Spirou no 478                          | Spirou no 502                          | Morris                 | Morris                           |
| 1947-1948 | Le Sosie de Lucky Luke                   | Spirou no 505                          | Spirou no 527                          | Morris                 | Morris                           |
| 1948      | Grand Rodéo                              | Spirou no 528                          | Spirou no 545                          | Morris                 | Morris                           |
| 1948-1949 | Lucky Luke à Desperado-City              | Spirou no 546                          | Spirou no 566                          | Morris                 | Morris                           |
| 1949      | La Ruée vers l'or de Buffalo Creek       | Spirou no 567                          | Spirou no 584                          | Morris                 | Morris                           |
| 1949      | Lucky Luke contre Cigarette Cæsar        | Spirou no 585                          | Spirou no 601                          | Morris                 | Morris                           |
| 1949-1950 | Le Retour de Joe la Gachette             | Spirou no 602                          | Spirou no 618                          | Morris                 | Morris                           |
| 1950      | Jours de round-up                        | Spirou no 619                          | Spirou no 629                          | Morris                 | Morris                           |
| 1950      | Le Grand Combat                          | Spirou no 630                          | Spirou no 646                          | Morris                 | Morris                           |
| 1951      | Nettoyage à Red-City                     | Spirou no 685                          | Spirou no 697                          | Morris                 | Morris                           |
| 1951-1952 | Hors-la-loi                              | Spirou no 701                          | Spirou no 731                          | Morris                 | Morris                           |
| 1952      | Tumulte à Tumbleweed                     | Spirou no 735                          | Spirou no 754                          | Morris                 | Morris                           |
| 1952      | Le Retour des frères Dalton              | Spirou no 755                          | Spirou no 764                          | Morris                 | Morris                           |
| 1952-1953 | Lucky Luke et le Docteur Doxey           | Spirou no 765                          | Spirou no 786                          | Morris                 | Morris                           |
| 1953      | Chasse à l'homme                         | Spirou no 787                          | Spirou no 808                          | Morris                 | Morris                           |
| 1954      | Lucky Luke et Phil Defer « le Faucheux » | Le Moustique no 1464                   | Le Moustique no 1494                   | Morris                 | Morris                           |
| 1954-1955 | Lucky Luke et Pilule                     | Le Moustique no 1508                   | Le Moustique no 1516                   | Morris                 | Morris                           |
| 1955-1956 | Des rails sur la prairie                 | Spirou no 906                          | Spirou no 929                          | Morris                 | René Goscinny                    |
| 1955      | Grabuge à Pancake Valley                 | Risque-Tout no 5                       | Risque-Tout no 5                       | Morris                 | Morris                           |
| 1956      | Lucky Luke et Androclès                  | Risque-Tout no 11                      | Risque-Tout no 11                      | Morris                 | Morris                           |
| 1956      | Alerte aux Pieds-Bleus                   | Spirou no 938                          | Spirou no 957                          | Morris                 | Morris                           |
| 1956-1957 | Lucky Luke contre Joss Jamon             | Spirou no 966                          | Spirou no 989                          | Morris                 | René Goscinny                    |
| 1956      | Voleurs de Chevaux                       | Risque-Tout no 49                      | Risque-Tout no 49                      | Morris                 | Morris                           |
| 1957      | Les Cousins Dalton                       | Spirou no 992                          | Spirou no 1013                         | Morris                 | René Goscinny                    |
| 1957-1958 | Le Juge                                  | Spirou no 1021                         | Spirou no 1042                         | Morris                 | René Goscinny                    |
| 1958      | Ruée sur l'Oklahoma                      | Spirou no 1046                         | Spirou no 1070                         | Morris                 | René Goscinny                    |
| 1958-1959 | L'Évasion des Dalton                     | Spirou no 1076                         | Spirou no 1102                         | Morris                 | René Goscinny                    |
| 1959      | En remontant le Mississipi               | Spirou no 1111                         | Spirou no 1132                         | Morris                 | René Goscinny                    |
| 1960      | Sur la piste des Dalton                  | Spirou no 1138                         | Spirou no 1159                         | Morris                 | René Goscinny                    |
| 1960      | Les Dalton courent toujours              | Le Parisien libéré no 4901             | Le Parisien libéré no 4943             | Morris                 | René Goscinny                    |
| 1960      | À l'ombre des derricks                   | Spirou no 1161                         | Spirou no 1182                         | Morris                 | René Goscinny                    |
| 1961      | Les Rivaux de Painful Gulch              | Spirou no 1186                         | Spirou no 1207                         | Morris                 | René Goscinny                    |
| 1961      | Les Dalton sur le sentier de la guerre   | Le Parisien libéré no 5093             | Le Parisien libéré no 5215             | Morris                 | René Goscinny                    |
| 1961      | Billy the Kid                            | Spirou no 1210                         | Spirou no 1231                         | Morris                 | René Goscinny                    |
| 1961-1962 | Les Collines noires                      | Spirou no 1232                         | Spirou no 1253                         | Morris                 | René Goscinny                    |
| 1962      | Les Dalton dans le blizzard              | Spirou no 1256                         | Spirou no 1277                         | Morris                 | René Goscinny                    |
| 1962-1963 | La Caravane                              | Spirou no 1281                         | Spirou no 1302                         | Morris                 | René Goscinny                    |
| 1963      | La Ville fantôme                         | Spirou no 1306                         | Spirou no 1327                         | Morris                 | René Goscinny                    |
| 1963-1964 | Les Dalton se rachètent                  | Spirou no 1331                         | Spirou no 1352                         | Morris                 | René Goscinny                    |
| 1964      | Le 20e de cavalerie                      | Spirou no 1356                         | Spirou no 1377                         | Morris                 | René Goscinny                    |
| 1964-1965 | L'Escorte                                | Spirou no 1380                         | Spirou no 1401                         | Morris                 | René Goscinny                    |
| 1965      | Des barbelés sur la prairie              | Spirou no 1411                         | Spirou no 1432                         | Morris                 | René Goscinny                    |
| 1965-1966 | Calamity Jane                            | Spirou no 1437                         | Spirou no 1458                         | Morris                 | René Goscinny                    |
| 1966      | Tortillas pour les Dalton                | Spirou no 1466                         | Spirou no 1487                         | Morris                 | René Goscinny                    |
| 1966      | Le Chemin du crépuscule                  | Spirou no 1482                         | Spirou no 1482                         | Morris                 | René Goscinny                    |
| 1967      | La Diligence                             | Spirou no 1504                         | Spirou no 1525                         | Morris                 | René Goscinny                    |
| 1967-1968 | Le Pied-Tendre                           | Spirou no 1537                         | Spirou no 1556                         | Morris                 | René Goscinny                    |
| 1968      | Dalton City                              | Pilote no 441                          | Pilote no 462                          | Morris                 | René Goscinny                    |
| 1968      | Défi à Lucky Luke                        | Super Pocket Pilote no 1               | Super Pocket Pilote no 1               | Morris                 | René Goscinny                    |
| 1968      | Arpèges dans la vallée                   | Super Pocket Pilote no 2               | Super Pocket Pilote no 2               | Morris                 | René Goscinny                    |
| 1969      | Jesse James                              | Pilote no 478                          | Pilote no 499                          | Morris                 | René Goscinny                    |
| 1969      | Promenade dans la ville                  | Super Pocket Pilote no 3               | Super Pocket Pilote no 3               | Morris                 | René Goscinny                    |
| 1969      | La Bataille du riz                       | Super Pocket Pilote no 4               | Super Pocket Pilote no 4               | Morris                 | René Goscinny                    |
| 1969-1970 | Western Circus                           | Pilote no 520                          | Pilote no 541                          | Morris                 | René Goscinny                    |
| 1970-1971 | Canyon Apache                            | Pilote no 563                          | Pilote no 584                          | Morris                 | René Goscinny                    |
| 1971      | Ma Dalton                                | Pilote no 595                          | Pilote no 616                          | Morris                 | René Goscinny                    |
| 1972      | Chasseur de primes                       | Pilote no 658                          | Pilote no 679                          | Morris                 | René Goscinny                    |
| 1973      | Le Grand Duc                             | Pilote no 690                          | Pilote no 707                          | Morris                 | René Goscinny                    |
| 1973      | L'Héritage de Rantanplan                 | Pilote no 717                          | Pilote no 736                          | Morris                 | René Goscinny                    |
| 1974      | Le desperado à la dent de lait           | Lucky Luke no 1                        | Lucky Luke no 1                        | Morris                 | René Goscinny                    |
| 1974      | L'Hospitalité de l'Ouest                 | Lucky Luke no 2                        | Lucky Luke no 2                        | Morris                 | René Goscinny                    |
| 1974      | Maverick                                 | Lucky Luke no 3                        | Lucky Luke no 3                        | Morris                 | René Goscinny                    |
| 1974      | L'Égal de Wyatt Earp                     | Lucky Luke no 4                        | Lucky Luke no 4                        | Morris                 | René Goscinny                    |
| 1974      | Le Colporteur                            | Lucky Luke no 5                        | Lucky Luke no 5                        | Morris                 | René Goscinny                    |
| 1974      | Passage dangereux                        | Lucky Luke no 6                        | Lucky Luke no 6                        | Morris                 | René Goscinny                    |
| 1974      | Sonate en colt majeur                    | Lucky Luke no 7                        | Lucky Luke no 7                        | Morris                 | René Goscinny                    |
| 1974-1975 | Le Cavalier blanc                        | Lucky Luke no 8                        | Lucky Luke no 12                       | Morris                 | René Goscinny                    |
| 1975      | La Guérison des Dalton                   | Le Nouvel Observateur no 554           | Le Nouvel Observateur no 560           | Morris                 | René Goscinny                    |
| 1976      | L'Empereur Smith                         | Nouveau Tintin no 30                   | Nouveau Tintin no 40                   | Morris                 | René Goscinny                    |
| 1977      | Le Fil qui chante                        | Paris Match no 1468                    | Paris Match no 1472                    | Morris                 | René Goscinny                    |
| 1978      | La Ballade des Dalton                    | Pif Gadget no 500                      | Pif Gadget no 502                      | Morris                 | René Goscinny                    |
| 1978      | Un amour de Jolly Jumper                 | Spirou no 2117                         | Spirou no 2117                         | Studio Dargaud         | Greg                             |
| 1978      | L'École des shérifs                      | Pif Gadget no 506                      | Pif Gadget no 506                      | Studio Dargaud         | Studio Dargaud                   |
| 1979      | La Corde du pendu                        | VSD no 84                              | VSD no 87                              | Morris                 | Vicq                             |
| 1979      | Le Justicier                             | VSD no 88                              | VSD no 91                              | Morris                 | Bob De Groot                     |
| 1979-1980 | Le Magot des Dalton                      | VSD no 120                             | VSD no 135                             | Morris                 | Morris Vicq                      |
| 1980      | Paradise Gulch                           | Les Cahiers de la bande dessinée no 43 | Les Cahiers de la bande dessinée no 43 | Morris                 | René Goscinny                    |
| 1980      | La Mine du chameau                       | Spirou no 2214                         | Spirou no 2214                         | Morris                 | Dom Domi (de)                    |
| 1980      | Les Dalton prennent le train             | Spirou no 2218                         | Spirou no 2218                         | Morris                 | René Goscinny                    |
| 1981      | Le Bandit manchot                        | Tele Junior no 32                      | Tele Junior no 38                      | Morris                 | Bob de Groot                     |
| 1981      | Règlement de comptes                     | Tele Junior no 49                      | Tele Junior no 49                      | Morris                 | Lodewijk                         |
| 1981      | Un Lapon au Canada                       | Tele Junior no 51                      | Tele Junior no 51                      | Morris                 | Dom Domi (de)                    |
| 1981      | Li-Chi's story                           | Tele Junior no 53                      | Tele Junior no 53                      | Studio Dargaud         | Bob de Groot                     |
| 1982      | La Bonne parole                          | La Corde du pendu et autres histoires  | La Corde du pendu et autres histoires  | Studio Dargaud         | Bob de Groot                     |
| 1982      | Sarah Bernhardt                          | Album                                  |                                        | Morris                 | Xavier Fauche Jean Léturgie      |
| 1983      | Daisy Town                               | Album                                  |                                        | Morris (Pascal Dabère) | René Goscinny (d'après le film)  |
| 1983      | Fingers                                  | VSD no 306                             | VSD no 311                             | Morris                 | Lo Hartog van Banda              |
| 1984      | Le Daily Star                            | Spirou no 2424                         | Spirou no 2427                         | Morris                 | Xavier Fauche Jean Léturgie      |
| 1985      | La Fiancée de Lucky Luke                 | Spirou no 2479                         | Spirou no 2482                         | Morris                 | Guy Vidal                        |
| 1986      | Le Flume                                 | Télé Star no 524                       | Télé Star no 529                       | Morris                 | Jean Léturgie                    |
| 1986      | La Bonne Aventure                        | Télé Star no 530                       | Télé Star no 535                       | Morris                 | Xavier Fauche Jean Léturgie      |
| 1986      | Le Ranch maudit                          | Le Ranch maudit                        | Le Ranch maudit                        | Morris                 | Claude Guylouis                  |
| 1986      | La Statue                                | Le Ranch maudit                        | Le Ranch maudit                        | Morris                 | Claude Guylouis                  |
| 1987      | Nitroglycérine                           | Pif Gadget no 942                      | Pif Gadget no 946                      | Morris                 | Lo Hartog van Banda              |
| 1987      | L'Alibi                                  | L'Alibi                                | L'Alibi                                | Morris                 | Claude Guylouis                  |
| 1987      | Athletic City                            | L'Alibi                                | L'Alibi                                | Morris                 | Claude Guylouis                  |
| 1987      | Olé Daltonitos                           | L'Alibi                                | L'Alibi                                | Morris                 | Claude Guylouis                  |
| 1987      | Un cheval disparaît                      | L'Alibi                                | L'Alibi                                | Morris                 | Claude Guylouis                  |
| 1988      | Le Pony Express                          | Pif Gadget no 997                      | Pif Gadget no 999                      | Morris                 | Xavier Fauche Jean Léturgie      |
| 1988      | Vas-y, Ran tan plan !                    | L'Univers de Morris                    | L'Univers de Morris                    | Morris                 | Dom Domi (de)                    |
| 1991      | L'Amnésie des Dalton                     | Pif Gadget no 1169                     | Pif Gadget no 1173                     | Morris                 | Xavier Fauche Jean Léturgie      |
| 1992      | Chasse aux fantômes                      | Album                                  |                                        | Morris                 | Lo Hartog van Banda              |
| 1993      | Les Dalton à la noce                     | Album                                  |                                        | Morris                 | Xavier Fauche Jean Léturgie      |
| 1994      | Le Pont sur le Mississipi                | Album                                  |                                        | Morris                 | Xavier Fauche Jean Léturgie      |
| 1995      | Belle Starr                              | Album                                  |                                        | Morris                 | Xavier Fauche                    |
| 1996      | Le Klondike                              | Album                                  |                                        | Morris                 | Yann Jean Léturgie               |
| 1997      | O.K. Corral                              | Album                                  |                                        | Morris                 | Xavier Fauche Eric Adam          |
| 1998      | Marcel Dalton                            | Album                                  |                                        | Morris                 | Bob de Groot                     |
| 2000      | Le Prophète                              | Album                                  |                                        | Morris                 | Patrick Nordmann                 |
| 2001      | L'Artiste-peintre                        | Album                                  |                                        | Morris                 | Bob de Groot                     |
| 2002      | La Légende de l'Ouest                    | Album                                  |                                        | Morris                 | Patrick Nordmann                 |
| 2003      | Le Cuisinier français                    | Album                                  |                                        | Achdé                  | Claude Guylouis                  |
| 2004      | La Belle Province                        | Album                                  |                                        | Achdé                  | Laurent Gerra                    |
| 2006      | La Corde au cou                          | TV Magazine - Le Figaro no 19232       | TV Magazine - Le Figaro no 19412       | Achdé                  | Laurent Gerra                    |
| 2008      | L'Homme de Washington                    | Album                                  |                                        | Achdé                  | Laurent Gerra                    |
| 2010      | Lucky Luke contre Pinkerton              | Spirou no 3779                         | Spirou no 3784                         | Achdé                  | Daniel Pennac Tonino Benacquista |
| 2012      | Cavalier seul                            | Spirou no 3885                         | Spirou no 3890                         | Achdé                  | Daniel Pennac Tonino Benacquista |
| 2014      | Les Tontons Dalton                       | Spirou no 3976/77                      | Spirou no 3991                         | Achdé                  | Laurent Gerra Jacques Pessis     |
| 2014      | Conte de Noël                            | Spirou no 4000                         | Spirou no 4001/02                      | Achdé                  | Achdé                            |
| 2016      | La Terre promise                         | Album                                  |                                        | Achdé                  | Jul                              |
| 2016      | L'Homme qui tua Lucky Luke               | Spirou no 4061                         | Spirou no 4070                         | Matthieu Bonhomme      | Matthieu Bonhomme                |
| 2017      | Jolly Jumper ne répond plus              | Album hommage                          |                                        | Bouzard                | Bouzard                          |
| 2018      | Un cow-boy à Paris                       | Album                                  |                                        | Achdé                  | Jul                              |
| 2020      | Un cow-boy dans le coton                 | Album                                  |                                        | Achdé                  | Jul                              |
| 2021      | Wanted Lucky Luke                        | Album hommage                          |                                        | Matthieu Bonhomme      | Matthieu Bonhomme                |
| 2021      | Lucky Luke se recycle                    | Album hommage                          |                                        | Mawil                  | Mawil                            |
| 2021      | Choco-Boys                               | Album hommage                          |                                        | Ralf König             | Ralf König                       |
| 2022      | L'Arche de Rantanplan                    | Album                                  |                                        | Achdé                  | Jul                              |
| 2023      | Les Indomptés                            | Spirou no 4463                         | Spirou no 4470                         | Blutch                 | Blutch                           |
| 2024      | Un cow-boy sous pression                 | Album                                  |                                        | Achdé                  | Jul                              |

### Chiffre de vente
Depuis 1947 les albums de la série ont été vendus à plus de 300 millions d'exemplaires. Au 31 décembre 1980, les trente-et-un premiers albums de la série ont été vendus à 24 677 000 exemplaires cumulés ce qui en fait la meilleure vente des éditions Dupuis. À l'étranger, la série est traduite dans plus de vingt langues et connait principalement un grand succès aux Pays-Bas, en Allemagne et en Scandinavie. Au total Lucky Luke est une des séries de bandes dessinées les plus vendues au monde avec Tintin et Astérix et chaque nouvel album prend la tête des classements des meilleures ventes de livres toutes catégories confondues.

## Adaptations

### Films

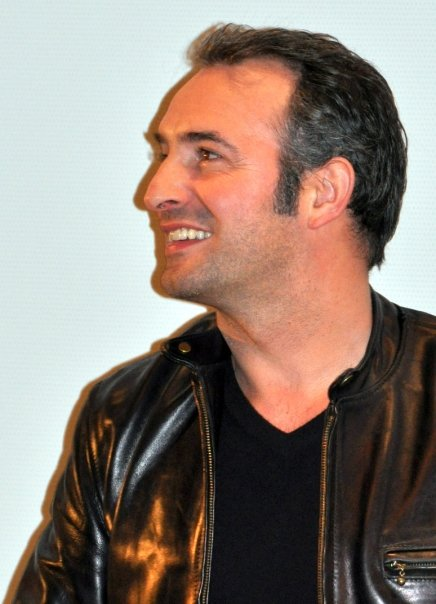
L'acteur Jean Dujardin interprète le personnage de Lucky Luke dans le film de 2009.

Le premier film en prises de vue réelles inspiré de la série est Le Juge du réalisateur Jean Girault sorti en 1971. Il s'agit d'une adaptation de l'histoire du même nom avec Pierre Perret dans le rôle du juge Roy Bean. En revanche, Lucky Luke est purement et simplement absent du film, remplacé par le second rôle Buck Carson. L'absence du héros de la série dans ce film n'est pas tellement ressentie puisqu'il joue un rôle secondaire dans l'intrigue de l'histoire originale publiée en 1959.
Le premier film en prise de vue réelle où l'on voit apparaître le personnage de Lucky Luke sort en 1991 et porte simplement le titre de Lucky Luke. L'acteur Terence Hill, vedette du western comique italien, l'a mis en scène tout en incarnant le personnage titre. Il a contacté Morris après avoir lu l'ensemble des albums de la série. Après une grosse hésitation de Morris à cause de la non-ressemblance de l'acteur avec Lucky Luke, les contrats sont signés et le film est tourné. Il s'agit d'une adaptation pratiquement conforme du premier dessin animé intitulé simplement Lucky Luke (puis renommé Daisy Town par la suite) sorti en 1971. La ville de Daisy Town est entièrement construite en six mois. Dix courts-métrages ont aussi été réalisés par la même équipe, pour la télévision. Basés sur les albums de la série, chacun comprend un invité vedette. Le Lucky Luke incarné par l'acteur ne ressemble pas physiquement au Lucky Luke de la bande dessinée puisqu'il porte un long cache-poussière blanc et un chapeau à bords plats, en revanche, les caractéristiques du héros sont conservées.
Les humoristes Éric et Ramzy ont repris le flambeau en écrivant et jouant une nouvelle adaptation cinéma en prise de vue réelle : Les Dalton. Réalisé par Philippe Haïm, le film est sorti pour les fêtes de Noël 2004. Les personnages principaux en sont les Dalton. Lucky Luke, s'il n'est pas absent du film, n'est présent que dans quatre ou cinq scènes. En revanche, il est représenté physiquement comme dans la bande dessinée. C'est l'Allemand Til Schweiger qui interprète son rôle. Bien que les deux humoristes aient prétexté un hommage à l'œuvre de Morris, le film regorge d'accessoires loufoques comme un sombrero magique, ce qui est totalement hors de l'esprit de la bande dessinée d'origine. Une grande partie des médias, surtout en Belgique d'où est originaire le dessinateur, a fustigé le duo comique en les accusant d'exploiter de très mauvaise manière un patrimoine de la culture belge et par extension francophone à des fins uniquement financières.
Le dernier film en date, Lucky Luke, réalisé par James Huth, avec Jean Dujardin, Alexandra Lamy, Sylvie Testud, Michaël Youn, Daniel Prévost, Melvil Poupaud et Jean-François Balmer, est sorti sur les écrans français le 21 octobre 2009. Il mélange plusieurs histoires de la série où interviennent pêle-mêle Billy the Kid et Pat Poker, qui ont pris le contrôle de la ville de Daisy Town que Lucky Luke va tenter de libérer. Calamity Jane et Jesse James sont présents eux aussi. Malgré des critiques mitigées voire très négatives de la part de la presse, le film a attiré dans les salles 1 850 546 spectateurs pour cinq semaines de diffusion.

### Séries et longs-métrages d'animation

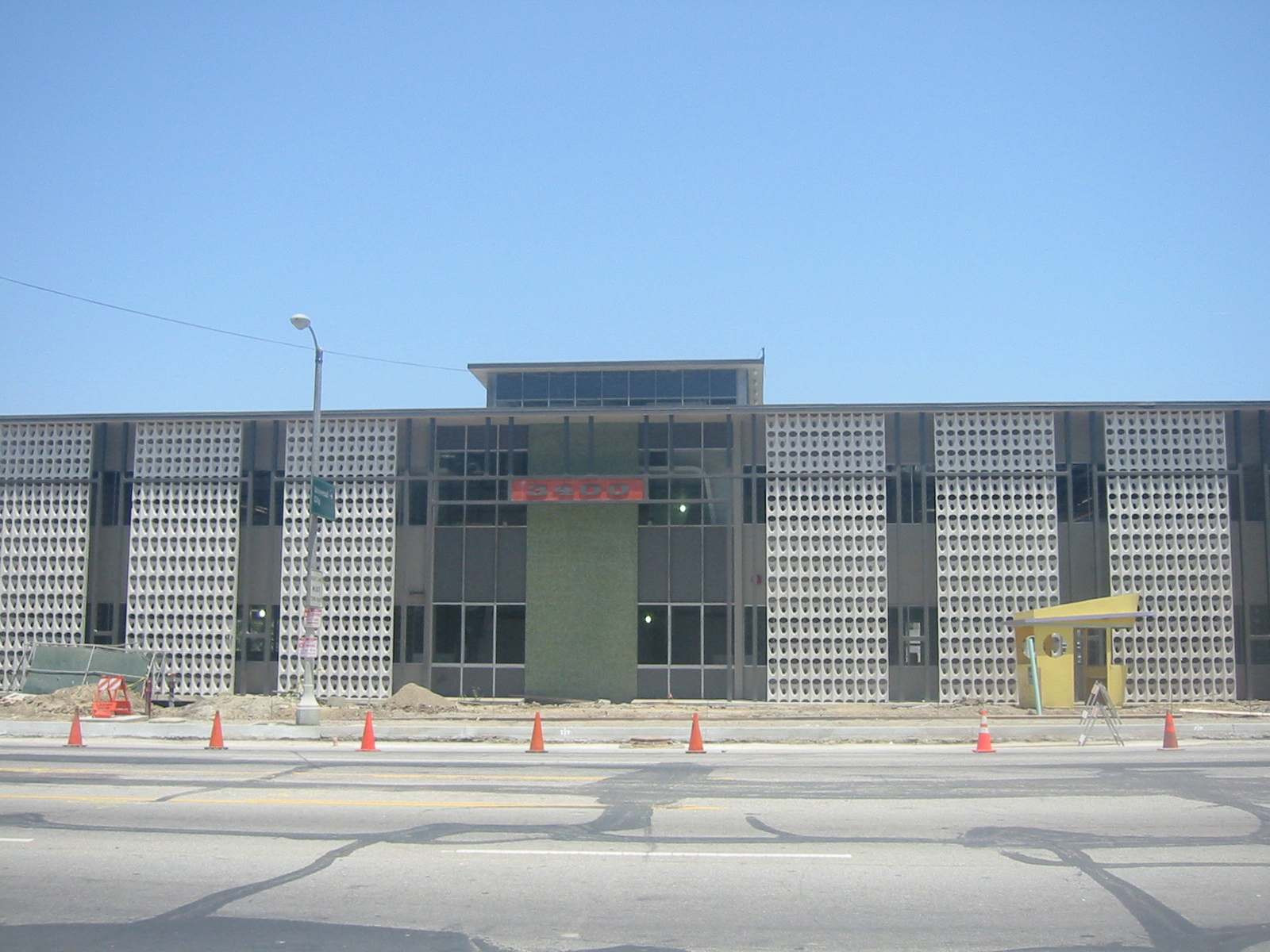
Les studios d'Hanna-Barbera Productions où fut produite la première série animée issue de la série.

Le premier long-métrage d'animation adapté de la série sort en 1971 avec simplement pour titre Lucky Luke (rebaptisé Daisy Town en 1983). Il est réalisé par les studios belges Belvision sur scénario original de René Goscinny, Morris et Pierre Tchernia. Il s'agit d'une parodie d'un Western spaghetti. Cinq ans plus tard, la même équipe produit La Ballade des Dalton avec les studios Idéfix (créées par Goscinny et Uderzo pour réaliser Les Douze Travaux d'Astérix). René Goscinny décède en 1977 avant que le film ne soit fini. En 1984, les studios américains Hanna-Barbera Productions produisent une série animée éponyme. Ils exigent quelques changements dans les codes de la série, ainsi Lucky Luke est contraint d'arrêter de fumer, il doit aussi se modérer sur l'utilisation des armes à feu, les stéréotypes parodiques sur les minorités sont à éviter, du coup les blanchisseurs chinois, les Mexicains qui font la sieste et les domestiques noirs passent à la trappe. Un compagnon de « couleur » a même failli être adjoint à Lucky Luke. La série animée fera vingt-six épisodes d'une demi-heure adaptée d'un album. Avant la série animée est sorti, l'année précédente, un long-métrage intitulé Les Dalton en cavale réalisé par le même studio américain. Si la série connut le succès en Europe, elle fut un échec aux États-Unis et Hanna-Barbera se retire de la production dès la première saison. La société française de IDDH continue seule l'aventure et produit une seconde série en 1991 débarrassée des contraintes américaines, mais moins réussie au niveau de l'animation, le budget étant plus modeste avec le départ des Américains.
En 2001, la société française de production Xilam réalise une nouvelle série animée intitulée Les Nouvelles Aventures de Lucky Luke. Cette série se démarque des autres avec des scénarios totalement inédits, tout en respectant l'univers graphique de Morris et la patte de René Goscinny dans les scénarios. Composée de cinquante-deux épisodes, elle connut un grand succès du fait de sa diffusion le dimanche soir. En 2007, la même société d'animation sort un long-métrage d'animation intitulé Tous à l'Ouest, réalisé par Olivier Jean-Marie. Les voix sont réalisées par plusieurs acteurs célèbres comme Lambert Wilson pour Lucky Luke ou Clovis Cornillac pour Joe Dalton. Le film est inspiré de l'album La Caravane, dont le scénario a été adapté pour tenir quatre-vingt-dix minutes à l'écran. Les critiques de la presse sont moyennes concernant le film, mais 444 035 spectateurs voit le film en salle en France. Xilam va aussi produire deux séries d'animations liées à l'univers de la série. La première, sortie en 2006, met en scène le chien Rantanplan dans des petits épisodes de deux minutes et la seconde en 2010 met en scène Les Dalton dans des épisodes de sept minutes aux scénarios totalement inédits.

### Magazines
À partir de mars 1974, la série va avoir son propre journal. Il est fondé par René Goscinny qui occupe le poste de directeur de la publication et Morris au poste de directeur artistique. Ils adjoignent Claude Moliterni au poste de rédacteur en chef.
En plus des histoires de Lucky Luke présentes dans chaque numéro, il y avait les séries Mac Coy, un cow-boy de Jean-Pierre Gourmelen et d'Antonio Hernández Palacios, Valentin le vagabond de Jean Tabary, Agar une série de science-fiction de Claude Moliterni et de Robert Gigi ou encore Vik le Viking de Claude Le Gallo. De plus il contenait de nombreuses rubriques sur l'information ou les loisirs, une fausse première page d'un journal intitulé les Échos de Nothing Gulch qui compilait de fausses nouvelles humoristiques, les mémoires de Rantanplan et d'Old Timer qui racontaient les grands évènements du Far West chacun à leur manière, ou encore une rubrique intitulée Les Télex du monde entier avec des jeux, le courrier des lecteurs, des posters et une illustration d'un comédien de western par des dessinateurs célèbres comme Jean Giraud ou Enki Bilal. Le journal ne dure qu'un an et douze numéros, malgré un tirage à 98 000 exemplaires par mois. La raison invoquée pour cet arrêt est la difficulté qui pèse sur le monde de l'édition.
En 1994, à nouveau, Lucky Luke a son propre périodique (mensuel), cette fois chez Semic, qui ne dure encore que quelques numéros, du numéro 1 (juin 1994) au numéro 8 (janvier 1995),.
Fin juin 2014, le groupe de presse Mondadori lance un nouveau magazine en France : « Le journal de Lucky Luke », un trimestriel qui propose des bandes dessinées du héros, ainsi que des jeux.

### Jeux vidéo
Le premier jeu vidéo basé sur l'univers de la série sort en 1987 sur Amstrad CPC.[réf. nécessaire] Il s'agit d'une adaptation de l'album Nitroglycérine sorti la même année. En 1996, sortent deux jeux, un sur CD-i, édité par Philips et l'autre sur Game Boy édité par Nintendo. En 1997 sort une autre adaptation sur Super Nintendo, éditée et développée par Infogrames. Il s'agit d'un jeu de plates-formes dont le but est de ramener les Dalton au pénitencier. Le jeu est bien accueilli à sa sortie, ses points forts mis en avant sont les graphismes, le gameplay, ainsi que la bande-son tirée du dessin animé et ses points faibles la maniabilité et la durée de vie car il ne contient qu'une dizaine de niveaux. La même année sort sur PC et Mac le jeu Je crée ma BD ! : Lucky Luke qui permet de créer sa bande dessinée avec Lucky Luke comme héros. Le jeu Lucky Luke : Sur la piste des Dalton sort sur PlayStation et PC en 1998, il est édité par Ocean Software et le but est de ramener les Dalton qui se sont échappés. Il s'agit du premier jeu en 3D mettant en scène Lucky Luke. En 1999, Infogrames porte le jeu Game Boy sur Game Boy Color. En 2000, sort sur la même console Le Train des desperados, dans lequel il faut récupérer le contrôle d'un train détourné par des bandits. L'année suivante sort le jeu La Fièvre de l'ouest sur PC et Playstation, mais le jeu est raté à cause d'une réalisation et d'une jouabilité insuffisantes[non neutre]. La même année sort Wanted sur Game Boy Advance plus réussi que le précédent[non neutre], il permet de jouer à deux joueurs. En 2004, sort Le Fil qui chante basé sur l'album du même nom, l'humour de René Goscinny et les graphismes de Morris sont très présents, mais réservé aux plus jeunes par sa facilité. Un des jeux sur CD-Rom créés par Infogrames est offert comme cadeau dans les boites de céréales de Kellogg's dès décembre 2001. Outlaws, sortie en 2005 est le premier jeu de la série à sortir sur mobile. Édité par The Mighty Troglodytes, le but est de capturer les Dalton qui ont dévalisé un train transportant l'or de la banque fédérale. Pour accompagner la sortie du film d'animation Tous à l'Ouest, sont édités sur PC, Wii et Nintendo DS des jeux tirés du film dont les graphismes et l'humour sont fidèles à la bande dessinée. En 2008, sort sur Nintendo DS un jeu intitulé Les Dalton, qui propose de prendre le contrôle des Dalton à travers des mini-jeux.

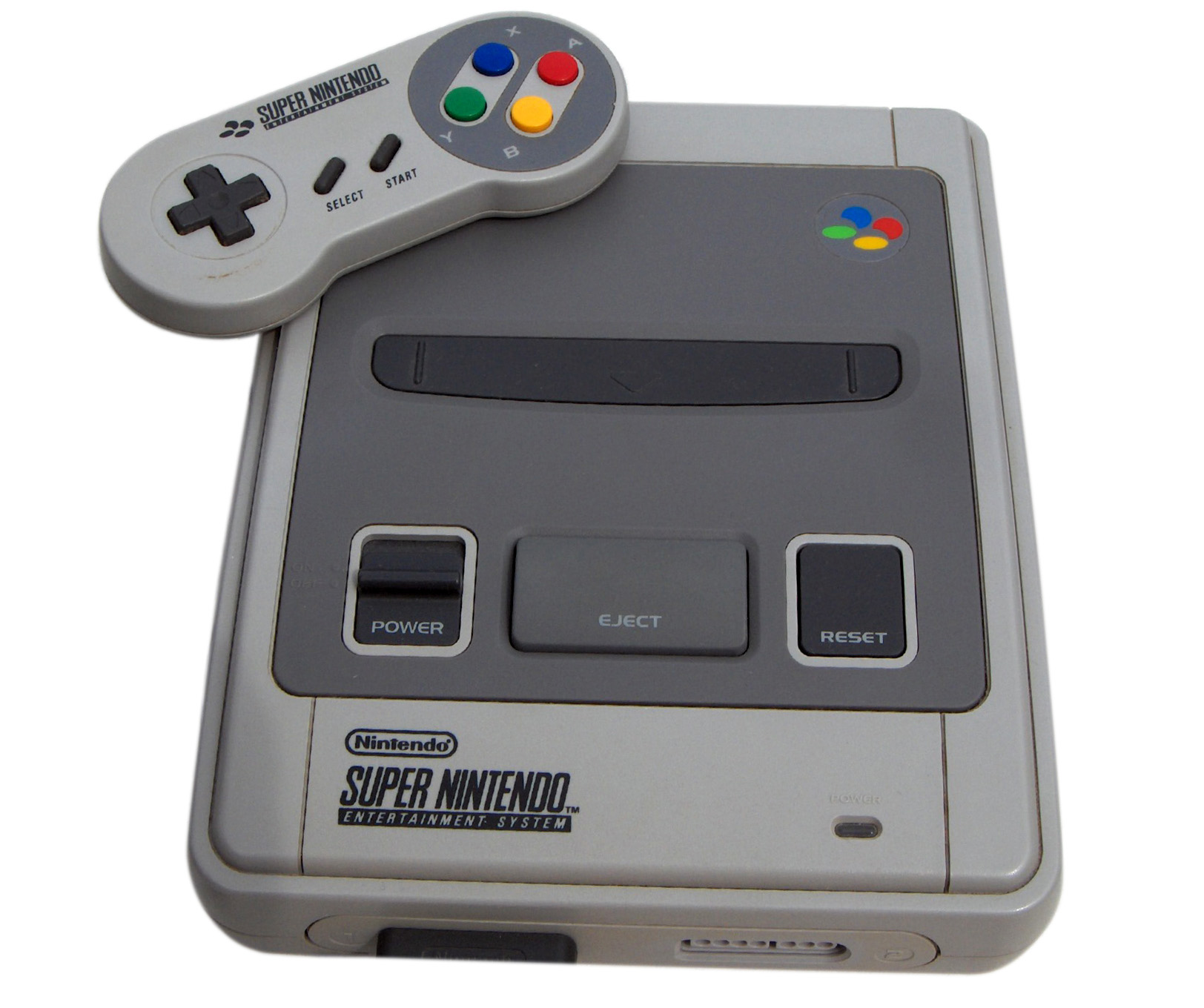
La Super Nintendo, console sur laquelle est sorti l'un des premiers jeux issus de la série.

En 2010, les éditions Dupuis et Anuman Interactive adaptent les tomes de la BD Lucky Luke en livre numérique, consultable grâce à l’application BD Touch. Trois ans plus tard, les éditeurs annoncent le développement du jeu de Time Management Lucky Luke : Transcontinental Railroad sur PC, Mac, iOS et Android.

### Jeux de société
En 1974, sort un jeu de domino à l'effigie des personnages de la série. La même année sort un jeu de puissance 4 intitulé Les cinq Dalton à l'effigie des frères Dalton. En 1980, sort un jeu de sept familles avec les personnages de la série. La même année sortent deux jeux de plateau intitulés pour l'un La ballade des Dalton inspiré du Monopoly et pour l'autre Lucky Luke le cheval de fer L'année suivante, sort un jeu de 52 cartes à l'effigie des personnages de la série. En 2002, sort un jeu de carte inspiré de la scopa intitulé Lucky Luke, la bataille contre les Dalton. La même année sort un jeu intitulé Lucky Luke Wanted où il faut rechercher des bandits. L'année suivante, sort un jeu intitulé Le jeu du tricheur, un jeu de 52 cartes avec un filtre rouge pour pouvoir lire la carte quand elle est retournée. En 2007, sort un jeu de carte intitulé Top Trumps.

### Livres-disques
En 1964, un disque quarante-cinq tours, réalisé par Henri Gruel et intitulé Lucky Luke contre les Dalton est édité par la firme Philips. Lucky Luke est interprété par Jacques-Henri Duval, les Dalton par Les Quatre Barbus. Les autres interprètes sont Jacques Mauclair, Alain Mottet et Hubert Deschamps. Deux autres aventures originales suivront rapidement, toujours avec Jacques-Henri Duval : Le retour des Dalton et Les Dalton prennent le train, dans ce dernier opus, les quatre affreux sont cette fois interprétés par Paul Bisciglia, Claude Dasset, Jacques Hilling et Clément Michu. Il s'agit de livres-disques comportant un certain nombre d'illustrations originales de Morris, et scénarisés par Goscinny.

### Parcs d'attractions

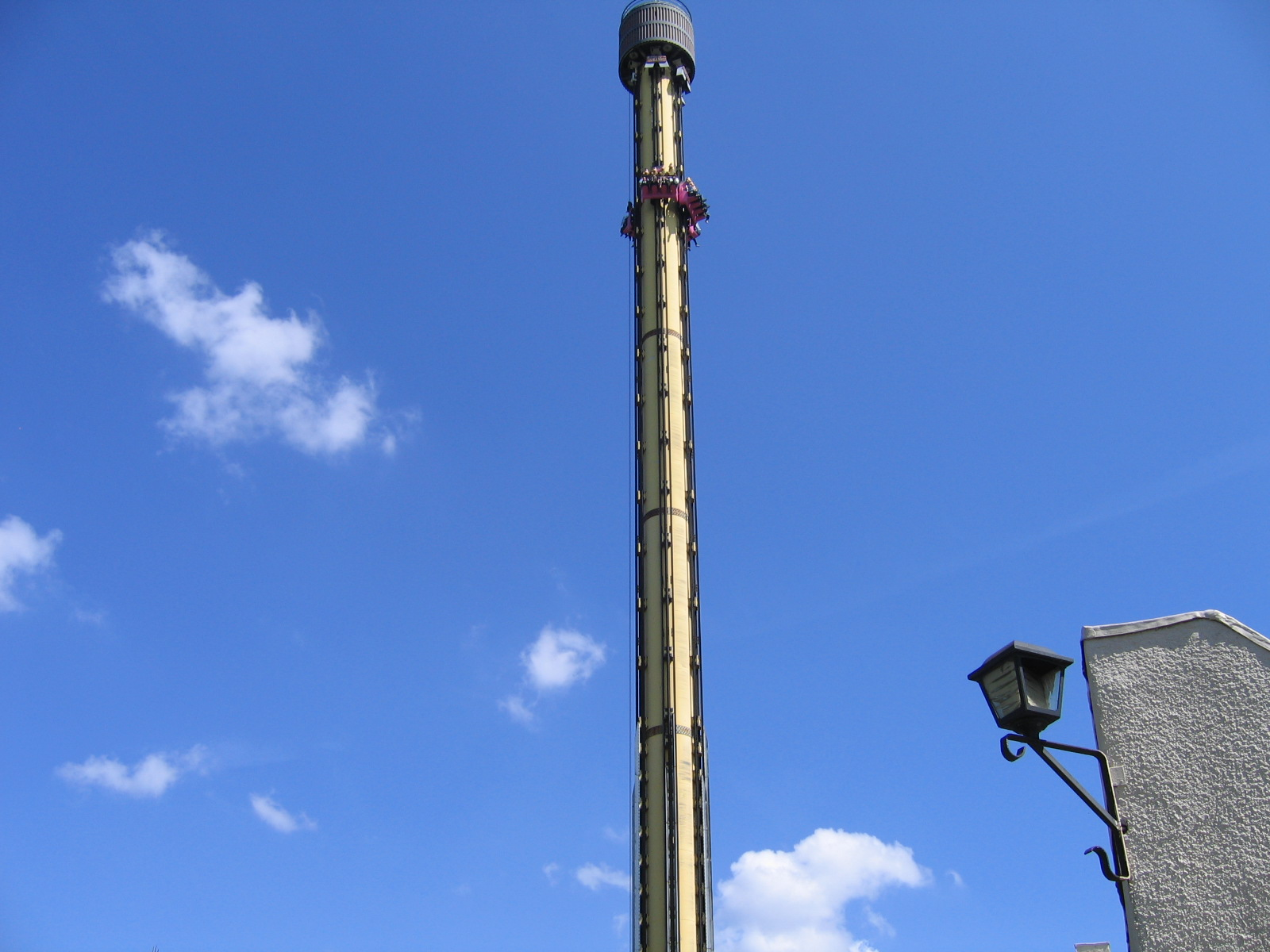
Dalton Terror à Walibi.

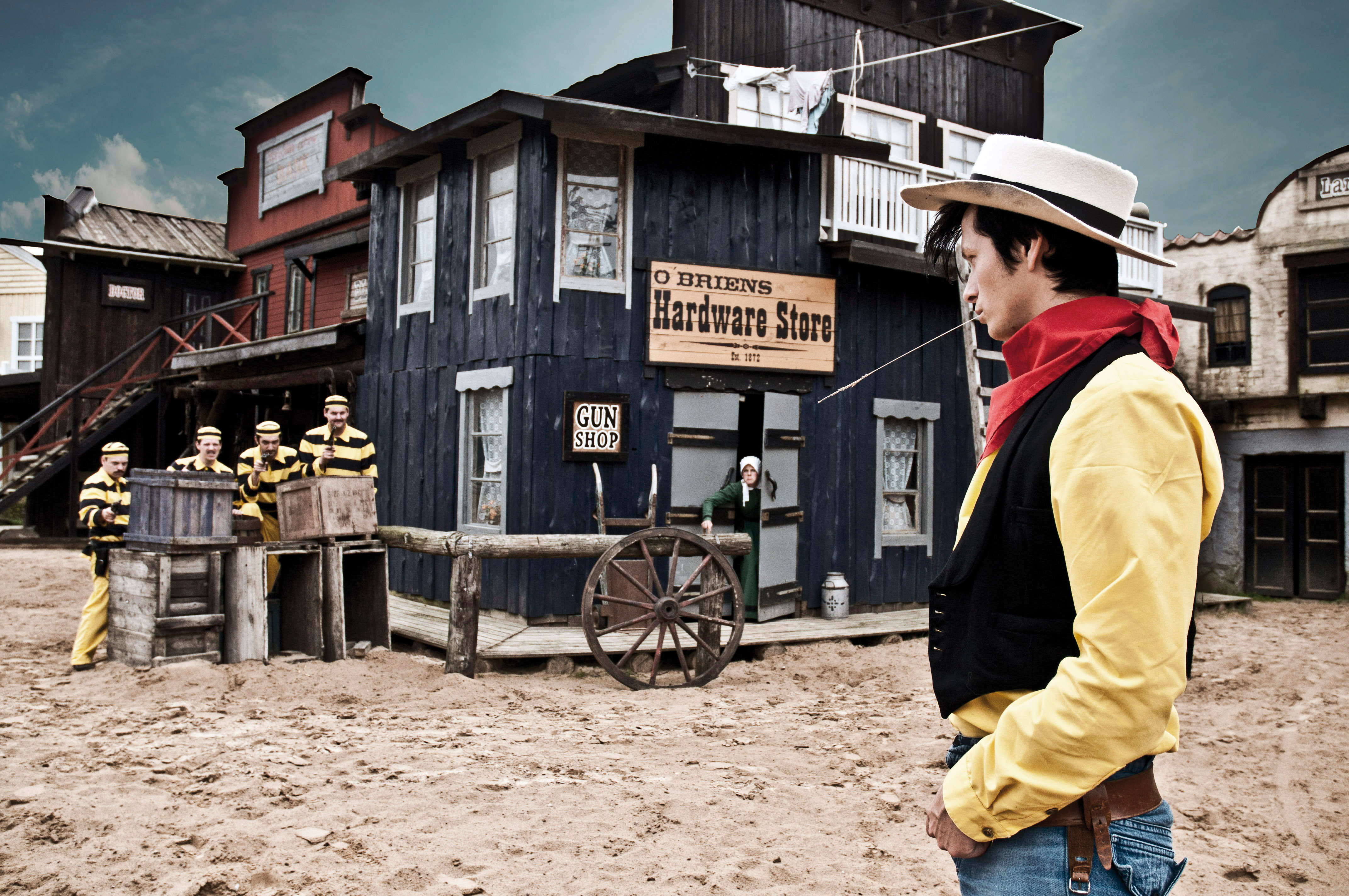
Lucky Luke Show, High Chaparral.

- À Walibi Belgium, Lucky Luke City ouvre en 1998. Ce quartier réunit attractions, point de restauration et d'autres services dans la thématique du cow-boy. Il est le dernier plan d'investissement de l'équipe d'Eddy Meeùs, le fondateur du parc : 200 millions de francs belges (4,9 millions d'euros) pour la transformation complète de la zone Pancho Villa. Les bâtiments existants sont rasés pour laisser place à un nouveau village de 15 000 m2 représentant en détail plusieurs éléments clés de la série Lucky Luke. Morris et ses collaborateurs participent d'ailleurs activement à la création de ce projet dans lequel le promeneur retrouve un saloon (un nouveau restauration rapide), le bureau du Shérif, la prison ou encore la banque qui constituent la file d'attente d'une nouvelle attraction[100],[101]. Cette tour de chute qui revient à elle seule à 125 millions de francs belges (3 millions d'euros) se nomme Dalton Terror. D'une hauteur de 77 mètres, elle est le jour de son inauguration la première de son genre en Belgique et la plus haute du monde[102]. Afin de l'insérer dans la thématique Lucky Luke, l'attraction Colorado est rebaptisée Calamity Mine, en référence à Calamity Jane, un personnage que René Goscinny introduit dans les histoires de Lucky Luke en 1958. Jolly Jumper est le thème retenu pour agrémenter l'aire de l'attraction Les Poneys. Les entreprises Space Leisure, P&P Projects et Giant concrétisent ce projet en réalisant divers éléments du décorum pour plonger le public dans cet univers[103],[104],[105]. En 2014, la licence Lucky Luke est arrêtée, toute décoration en rapport avec le personnage de bande dessinée doit disparaître.
- Dans le parc spécialisé en spectacles de cascades High Chaparral, le public assiste aux représentations du Lucky Luke Show depuis 2000. Cette exhibition met en scène le célèbre cow-boy, les Dalton ou encore Ma Dalton.
- Les montagnes russes junior de Zierer Wanted by Lucky Luke, rebaptisées Wanted Dalton, ouvrent en 2018, comme le reste du parc Spirou. À celles-ci s'ajoute l'année suivante Lucky River, attraction de type bûches du manufacturier Hafema.
- Le parc de vacances néerlandais Ponypark City propose depuis 2008 des spectacles avec ses mascottes Lucky Luke et Jolly Jumper[106],[107].
- Le parc indoor Comics Station (2017-2019) situé dans la ville belge d'Anvers propose une section Lucky Luke. Le cinéma interactif-galerie de tir d'Alterface Projects nommé Lucky Luke Express et le cinéma 4-D sont les principales des huit attractions et animations Lucky Luke[108],[109]. Studio 100 reprend le parc fin 2019[110],[111]. Cette section est à nouveau disponible depuis 2021, lors de la réouverture du parc nommé dorénavant Plopsa Station Antwerp.
- À Fraispertuis-City, Lucky Luke est la première mascotte du parc dans les années 1960. Elle est représentée sous forme de fresques peintes ou d'enseignes sur les bâtiments. Les gérants du parc développent leur propre mascotte inédite depuis 1987[112].

## Influences
Le succès de la série en fait une référence pour plusieurs générations. À commencer par la formule « L'homme qui tire plus vite que son ombre », inventée par René Goscinny, qui est devenue très célèbre dans le monde francophone et même synonyme de rapidité.

### Bande dessinée
Du côté de la bande dessinée, quelques auteurs se sont réclamés de la série comme Zep, l'auteur de Titeuf,, ou encore Christophe Blain, qui dit avoir appris à lire avec Lucky Luke.

### Musique

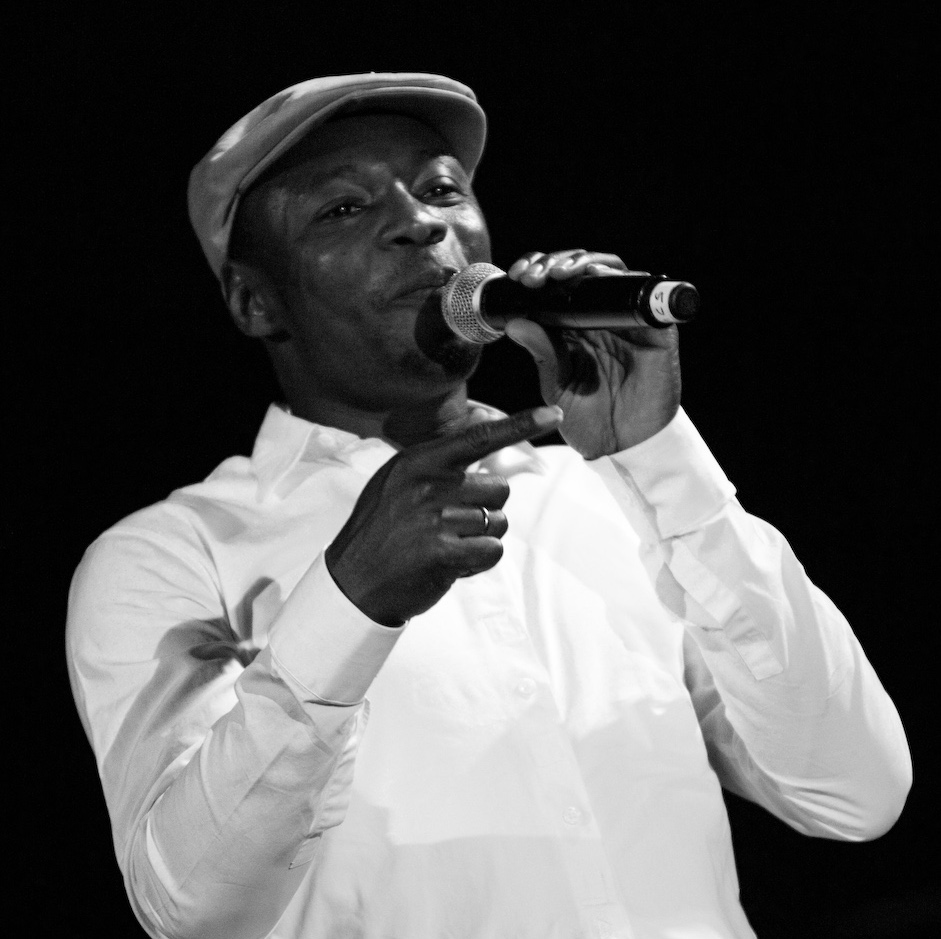
MC Solaar, dont la chanson Nouveau western contient plusieurs références à Lucky Luke.

Le chanteur français Joe Dassin interprète, en 1967, une chanson intitulée Les Dalton. Pierre Perret, en 1965, une chanson sur le juge Roy Bean, Marcel Amont, en 1968, une chanson intitulée Lucky Luke, le rappeur MC Solaar cite dans la chanson Nouveau western les noms de Lucky Luke ainsi que des frères Dalton et les Bérurier noir dans leur chanson Salut à toi citent Rantanplan.
Le groupe Carimi cite aussi Lucky Luke dans leur chanson Ayiti Bang Bang en 2001.

### Politique
Dans le domaine politique, le Premier ministre turc Turgut Özal a déclaré, sous forme de provocation, ne lire que Lucky Luke. Jean-Luc Mélenchon, pour se moquer des mouvements trotskyste, lambertiste et pabliste, les a appelés « les O'Hara et les O'Timmins », clin d'œil à l'épisode Les Rivaux de Painful Gulch. Jacques Attali, conseiller de Nicolas Sarkozy et de François Mitterrand, a déclaré adorer la série. Le ministre des affaires étrangères français de 1991 à 1995, Hubert Védrine a cité la série comme une de ses bandes dessinées préférées.

### Surnoms et déguisements

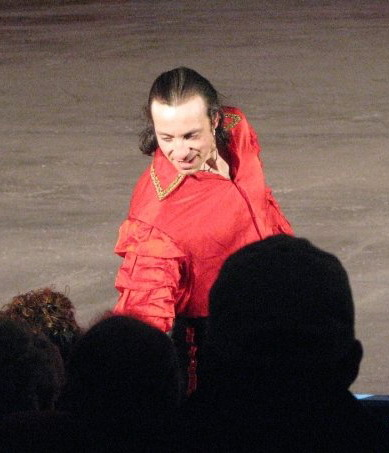
Le patineur artistique Philippe Candeloro a fait un spectacle en costume de Lucky Luke.

Plusieurs personnes publiques ont été surnommées, par les médias, du nom de personnages issus de la série. Le footballeur Bruno Bellone est surnommé « Lucky Luke », même surnom pour Pierre Lescure, l'ancien directeur de Canal+, ou encore le mafieux Franck Perletto. Les frères Willot, industriels du textile dans le département Nord de la France, sont surnommés les Dalton, le syndicaliste François Chérèque est surnommé « Lucky Luke, l'homme qui fume plus vite que son ombre », à cause de sa passion pour les cigarettes et le philosophe Louis Althusser est lui aussi surnommé « Lucky Luke ».
Certains personnages publics vont se déguiser en Lucky Luke, ainsi le patineur artistique Philippe Candeloro fait un spectacle en costume de Lucky Luke. Alain Bashung pose en costume de Lucky Luke pour le magazine Les Inrockuptibles de janvier 2003 et Laurent Gerra a posé habillé en Lucky Luke pour l'affiche de son spectacle Laurent Gerra flingue la télé.

### Publicité
La publicité se sert elle aussi de l'image de la série. Ainsi, un promoteur immobilier utilise l'image de Lucky Luke pour ses campagnes publicitaires dans les années 1970 et le quotidien Sud Ouest a utilisé l'image de Lucky Luke pour vendre des abonnements en 2001.

### Autres
Le comique Élie Semoun utilise le personnage de Jolly Jumper dans plusieurs de ses sketchs. En littérature, Ma Dalton est citée dans le livre Forages en eaux profondes sur l'affaire Elf de Valérie Lecasble et Airy Routier. L'histoire Ruée sur l'Oklahoma est citée dans un des cours d'Eric Agostini, professeur de droit à la faculté de Bordeaux. L'acteur Tom Novembre a cité la série comme une de ses bandes dessinées préférées.
Dans la version française du film Retour vers le futur 3, Marty McFly appelle à un moment sa voiture qui permet de voyager dans le temps Jolly Jumper, avant de partir en 1885, à l'époque des westerns. Dans la version originale du film, il ne mentionne pas Jolly Jumper mais Silver, le cheval du Lone Ranger.
Dans le cadre du Parcours BD de Bruxelles, une fresque murale de Lucky Luke, créée par Morris et réalisée par l'association « Art Mural », est inaugurée en 1992 dans une rue du centre-ville de Bruxelles (rue de la Buanderie).
En 2003 une illustration de Lucky Luke et Jolly Jumper est réalisée pour illustrer le ski dans les couloirs du Centre sportif de Blocry à Louvain-la-Neuve, qui contient nombre de dessins évoquant le sport dans la bande dessinée.
Lors de la troisième Quinzaine de la BD, en 2006, une trentaine de rues du centre de Bruxelles ont reçu un surnom en hommage à des personnages de bande dessinée. La rue des Pierres a ainsi temporairement été surnommée rue Lucky Luke.

## Documentaire
En 2024 Julien Berjeaut réalise une série documentaire en trois épisodes intitulée Dans les bottes de Lucky Luke,,,.